# Sierra minera de Cartagena-La Unión

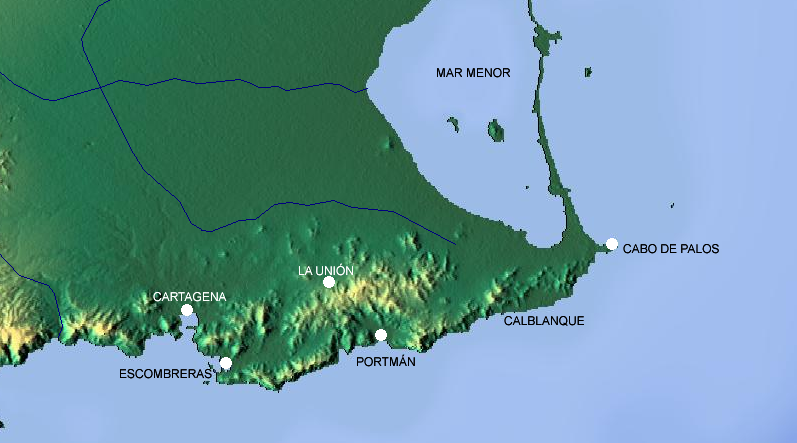
Ubicación de la sierra minera en la Región de Murcia

La sierra minera de Cartagena-La Unión es una formación montañosa que se extiende en dirección este-oeste a lo largo de 26 km de costa desde la ciudad de Cartagena hasta el cabo de Palos, pasando por el término municipal de La Unión, en la Región de Murcia en España. Su máxima elevación se encuentra en el cerro del Sancti Spíritus en las cercanías de Portmán, a 431 m de altitud.
Esta sierra fue intensamente explotada por sus minas de plata y plomo y otros minerales metálicos en la antigüedad. El control sobre estos recursos mineros fue una de las principales causas del establecimiento de los cartagineses en el sur de España y de la posterior ocupación romana. La prosperidad generada por la minería hizo de la ciudad de Carthago Nova, actual Cartagena, una de las más florecientes de la Hispania romana, hasta que a finales del siglo I el agotamiento de los mejores yacimientos, unido a la escasa tecnología romana, determinaron su abandono.
Las minas no se volvieron a poner en explotación hasta que, en el siglo XIX, las nuevas tecnologías industriales permitieron hacer de nuevo rentable la producción de mineral en la sierra de Cartagena, y se produjo un nuevo auge de la minería e industrias relacionadas. Después de la guerra civil española se pasó a una explotación extensiva a cielo abierto que generó graves problemas medioambientales hasta el cese definitivo de las actividades mineras en 1990.
Como consecuencia de este dilatado proceso histórico de explotación industrial, el paisaje de la sierra de Cartagena-La Unión está marcado y transformado por siglos de intensa actividad humana y atesora valiosos testimonios culturales, arqueológicos e industriales de su pasado minero. Por todas estas razones, ha sido declarada bien de interés cultural con la categoría de sitio histórico.

## Origen geológico

### Orogénesis de la sierra minera

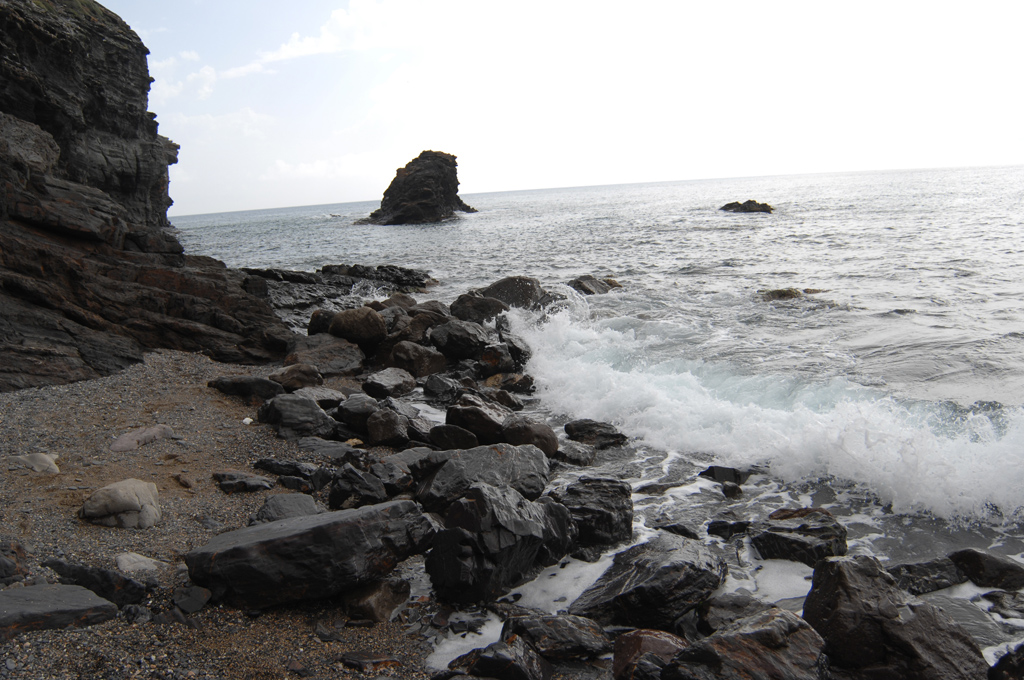
Esquistos paleozoicos en cabo de Palos.

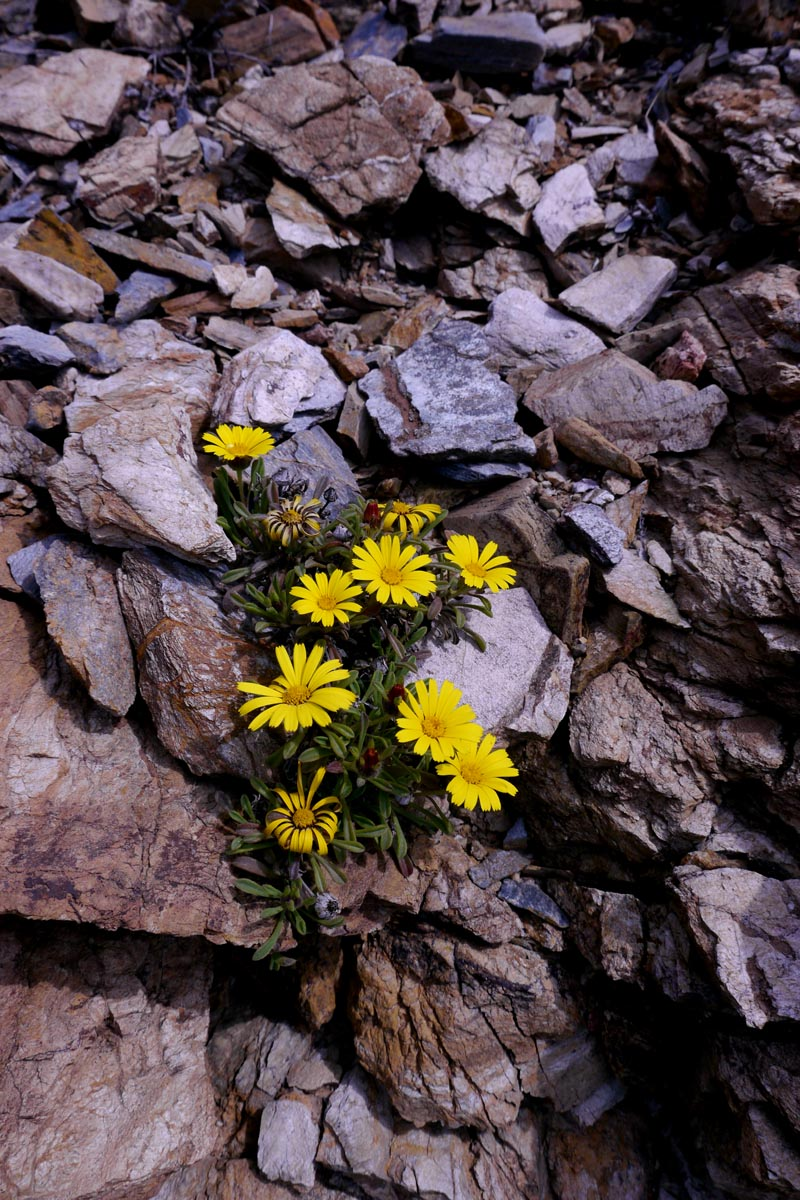
Asteriscus maritimus sobre micaesquistos paleozoicos en El Gorguel.

La sierra minera forma parte de las últimas estribaciones orientales de las cordilleras Béticas, surgidas en el Cenozoico durante la denominada orogenia alpina, por colisión de la microplaca mesomediterránea con la placa ibérica. Geológicamente la sierra minera está compuesta por dos unidades tectónicas superpuestas:
- Una muy antigua perteneciente al complejo nevado-filábride, originada durante el Paleozoico y compuesta por materiales metamórficos, micaesquistos principalmente. Aflora en forma de rocas de aspecto pizarroso muy oscuro en la zona más oriental de la sierra, en el entorno de Calblanque, Cala Reona y Cabo de Palos.[5]

- Otra sección más moderna, formada durante el Triásico y correspondiente al complejo alpujárride que se superpone en forma de manto a la anterior. Está compuesta por rocas metamórficas y sedimentarias, sobre todo calizas. Surge en el centro de la sierra, en el Monte de las Cenizas, y se extiende hacia el oeste por la zona de Portmán, La Unión, la sierra de la Fausilla y llega hasta el puerto de Cartagena.[6]

### Origen volcánico de los yacimientos minerales
Durante el Mioceno superior, el Campo de Cartagena sufrió uno de los episodios más recientes de vulcanismo de la península ibérica. Hace unos siete millones de años, comenzaron a producirse numerosas erupciones volcánicas en toda la zona, de las que son restos: las islas del mar Menor, la isla Grosa, El Carmolí o el Cabezo Beaza. Las últimas erupciones se produjeron hace sólo un millón de años, en el Cabezo Negro de Tallante.
Asociados a esta actividad volcánica, se generaron potentes procesos hidrotermales, en los que el agua procedente del interior de la tierra, con presencia de minerales disueltos, sometida a fuertes presiones y altas temperaturas, precipitó estos minerales en las fallas y cavidades de la sierra, y dio lugar a ricos filones de minerales metálicos.

### Yacimientos minerales y mineralogía
La mineralogía de la Sierra de Cartagena-La Unión es bastante compleja, y el aprovechamiento de los yacimientos ha tenido distintos enfoques dependiendo de la época. En época romana y prerromana, el mineral principal fue la plata, contenido en la galena argentífera y en el gossan. Junto con ella se extrajeron enormes cantidades de plomo, pero también se abandonaron escorias ricas en este último metal. Entre el final de la explotación romana y el siglo XIX las labores mineras fueron esporádicas, fundamentalmente para obtener galena para alfarería (alcohol de alfareros) o incluso amatistas, de calidad razonable en el contexto de los yacimientos europeos, antes de la explotación de los sudamericanos. En el siglo XIX se retomó la explotación de plomo de las antiguas escorias, posteriormente de los minerales secundarios (anglesita y cerusita) despreciados por los romanos, y finalmente de la galena, obteniendo también plata. El zinc se obtuvo desde mediados del siglo XIX de minerales oxidados, las llamadas calaminas (smithsonita y hemimorfita) y desde inicios del siglo XX también de la esfalerita. Los minerales de hierro (limonita y siderita) también se extrajeron en muchas minas, especialmente cuando contenían manganeso (mezclas de goethita y pirolusita). En algunos momentos se extrajo también el mineral de estaño (casiterita) en alguna mina concreta, así como minerales de cobre (fundamentalmente en época prehistórica) y baritina. Desde el punto de vista mineralógico, la Sierra minera de Cartagena-La Unión ha producido ejemplares notables de la mayor parte de las especies explotadas, y de otros minerales sin valor industrial, pero de interés científico, como la greenalita, vivianita o ludlamita.

## Las minas de Cartagena en la antigüedad

### Primeras evidencias arqueológicas de la explotación y el comercio de minerales
Las primeras evidencias arqueológicas de explotación minera en el sureste proceden de los numerosos pecios de origen fenicio que atestiguan intercambios comerciales de productos mineros con oriente desde el siglo VII a. C. Prueba de este tráfico comercial es, por ejemplo, el cargamento de un barco fenicio hundido encontrado en la isla Grosa, cerca de cabo de Palos, compuesto por lingotes de plomo y estaño junto con manufacturas púnicas y unos colmillos de elefante con inscripciones fenicias. Este cargamento se conserva en el Museo Nacional de Arqueología Subacuática de Cartagena.
Un yacimiento excepcional que también se expone en el Museo Nacional de Arqueología Subacuática es el de los barcos fenicios de Mazarrón, cuyo cargamento de plomo, aunque no procede exactamente de la zona minera de Cartagena, demuestra la existencia de explotaciones mineras en la región desde el siglo VII a. C.
La primera constancia arqueológica de un asentamiento dedicado a la explotación minera de la sierra data de la época ibérica, ya que en el pueblo de Los Nietos, junto al mar Menor, se descubrió en los años sesenta un poblado que en el siglo IV a. C. ejercía el papel de base comercial de la zona en la que se intercambiaban productos derivados de la minería por mercancías procedentes de Grecia, Campania y el Mediterráneo oriental.

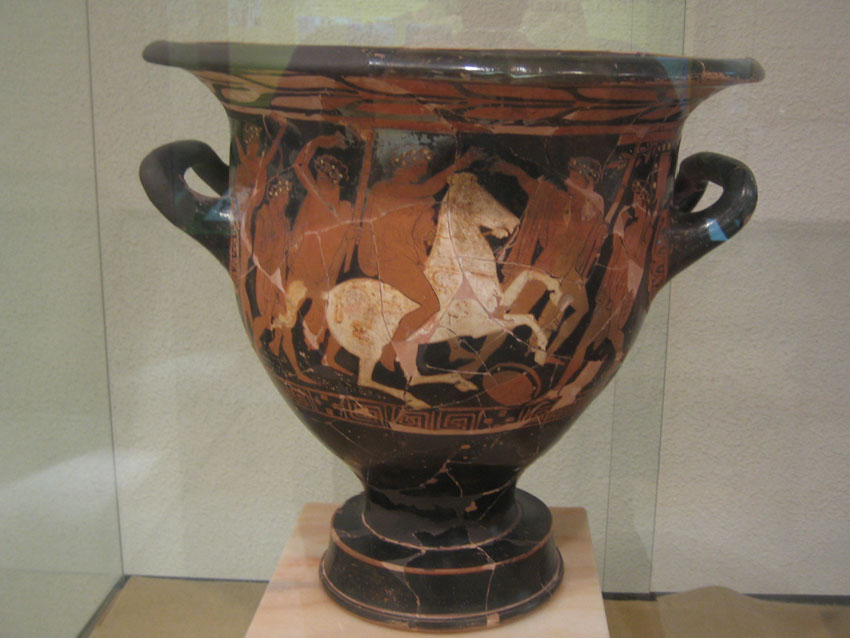
Crátera griega del poblado minero ibérico de Los Nietos. Museo Arqueológico de Cartagena.
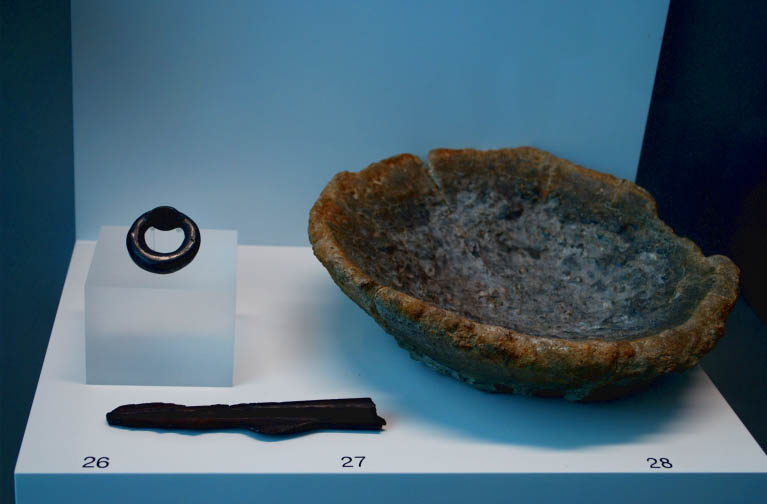
Torta de mineral de plomo procedente del pecio de los barcos fenicios de Mazarrón. ARQUA.
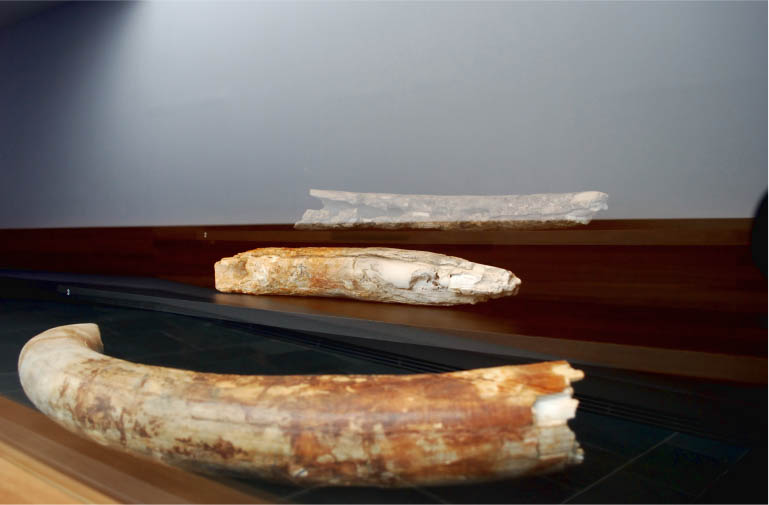
Colmillos de elefante con inscripciones fenicias. ARQUA.

### El dominio cartaginés sobre las minas de Cartagena

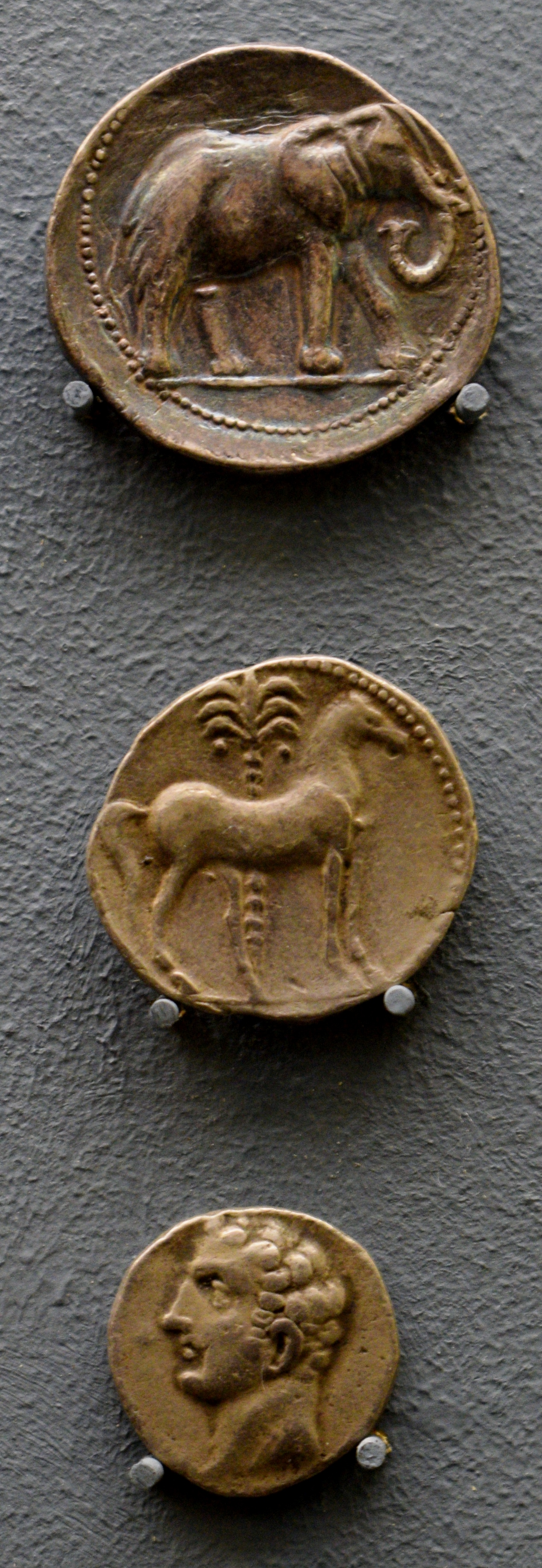
Conjunto de monedas cartaginesas de plata, una de ellas con la probable efigie de Amílcar Barca, acuñadas en Cartagena. Colección del Museo de Albacete.

Según algunos historiadores, como el conocido arqueólogo Adolf Schulten, el establecimiento de los cartagineses en el sureste de la península ibérica y la fundación de la ciudad de Qart Hadasht, la actual Cartagena, en 227 a. C. por Asdrúbal tuvo como objetivo principal el control de la riqueza generada por las minas de plata de Cartagena.

Con la plata de las minas de Cartagena pagaron ellos sus mercenarios, y, cuando por la toma de ésta en 209 a. C. Carthago perdió estos tesoros, Aníbal ya no fue capaz de resistir a los romanos, de manera que la toma de Cartagena decidió también la guerra de Aníbal.
Adolf Schulten, Fontes Hispaniae Antiquae.

Con esta plata se habría producido muy probablemente la acuñación en la ciudad de una conocida serie de monedas cartaginesas con las efigies de la familia Barca encontradas en Mazarrón y en otros puntos del Levante en el siglo XIX.

### Las minas de Carthago Nova en las fuentes clásicas
Las menciones a la abundancia mineral de toda Hispania son una constante en las descripciones de la Península realizadas por los historiadores clásicos en la antigüedad. La extraordinaria riqueza de las minas de plata de Carthago Nova atrajo enseguida la atención de los geógrafos griegos y romanos. Las primeras referencias escritas que se refieren concretamente a las minas de Cartagena proceden del historiador Polibio de Megalópolis, quien visitó la zona en 147 a. C. Tras describir minuciosamente la ciudad, el escritor relaciona la existencia de una colina con un templo dedicado a Aletes, descubridor de las minas de plata.

Las otras elevaciones del terreno, simplemente unos altozanos, rodean la parte septentrional de la ciudad. De estos tres, el orientado hacia el este se llama el de Hefesto, el que viene a continuación, el de Aletes, personaje que, al parecer, obtuvo honores divinos por haber descubierto las minas de plata. Polibio, Historias 10, 11.1.

Un siglo más tarde, el geógrafo Estrabón parafraseando a Polibio, describe con un poco más de extensión las minas de plata de Carthago Nova.

Polibio, al mencionar las minas de plata de Cartagena, dice que son muy grandes, que distan de la ciudad unos veinte estadios, ('unos cuatro km') que ocupan un área de cuatrocientos estadios, ('unos setenta y cinco km') que en ellas trabajan cuarenta mil obreros y que en su tiempo reportaban al pueblo romano 25 000 dracmas diarios. Y omito todo lo que cuenta del proceso del laboreo, porque es largo de contar; pero no lo que se refiere a la ganga argentífera arrastrada por una corriente, de la que, dice, se machaca y por medio de tamices se la separa del agua; los sedimentos son triturados de nuevo y nuevamente filtrados y, separadas así las aguas, machacados aún otra vez. Entonces, este quinto sedimento se funde y, separado el plomo, queda la plata pura. Actualmente las minas de plata están todavía en actividad; pero tanto aquí como en otros lugares, han dejado de ser públicas.
Estrabón, Geografía, Libro III.

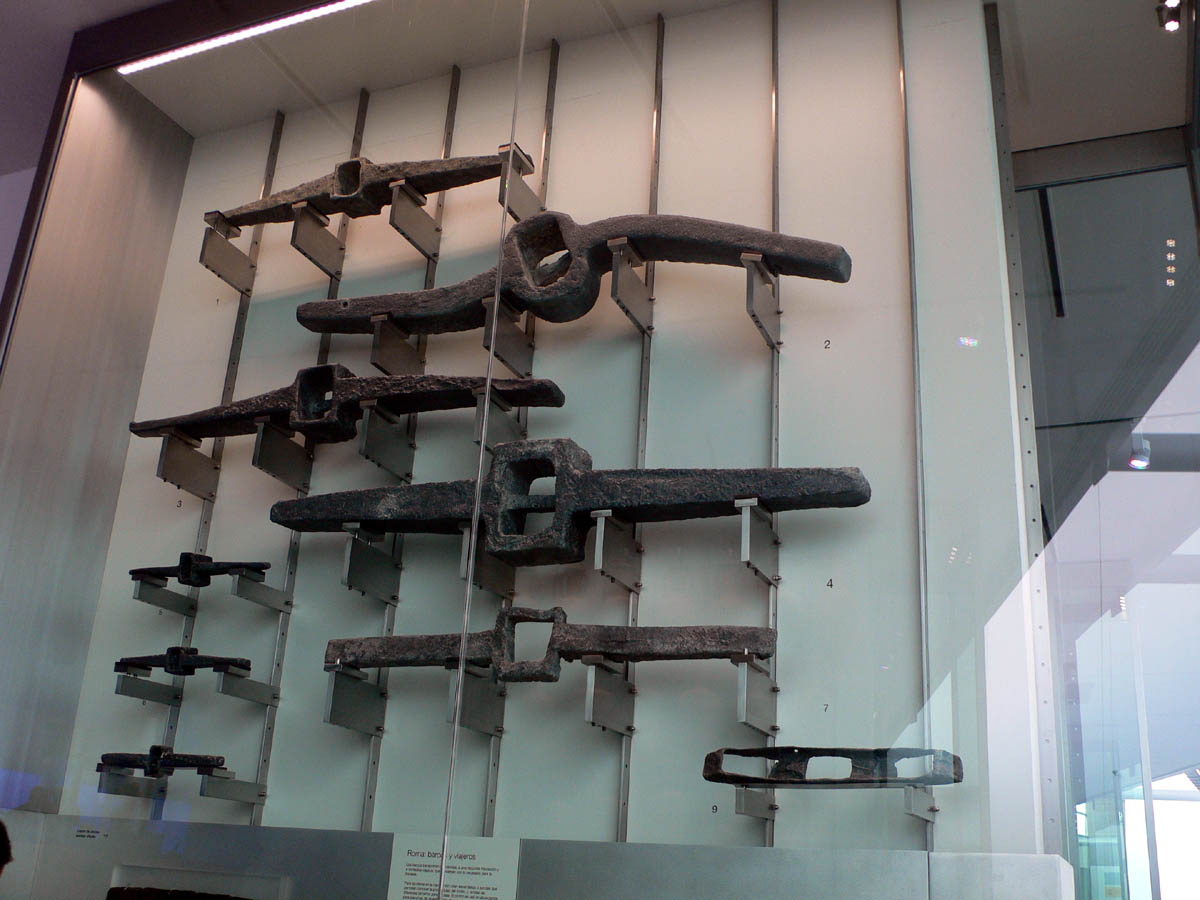
Anclas romanas de plomo. ARQUA.

Tradicionalmente se ha considerado que el siguiente texto de Diodoro de Sicilia, contemporáneo de Estrabón, hacía referencia a las minas de plata de Cartagena, aunque sin mencionarlas expresamente.

Siendo desconocido este uso (de la plata) entre los naturales del país, los fenicios lo utilizaban para sus ganancias comerciales, y cuando se dieron cuenta de ello adquirieron la plata a cambio de pequeñas mercancías. Así, los fenicios que la llevaron hasta Grecia y Asia, y todos los otros pueblos, adquirieron grandes riquezas. Hasta tal punto se esforzaron los mercaderes en su afán de lucro que cuando sobraba mucha plata porque los barcos estaban llenos de carga, sustituían el plomo de las anclas por plata.
Diodoro de Sicilia (Biblioteca Histórica V, 35, 4-5).

### La explotación de las minas de Carthago Nova durante la dominación romana

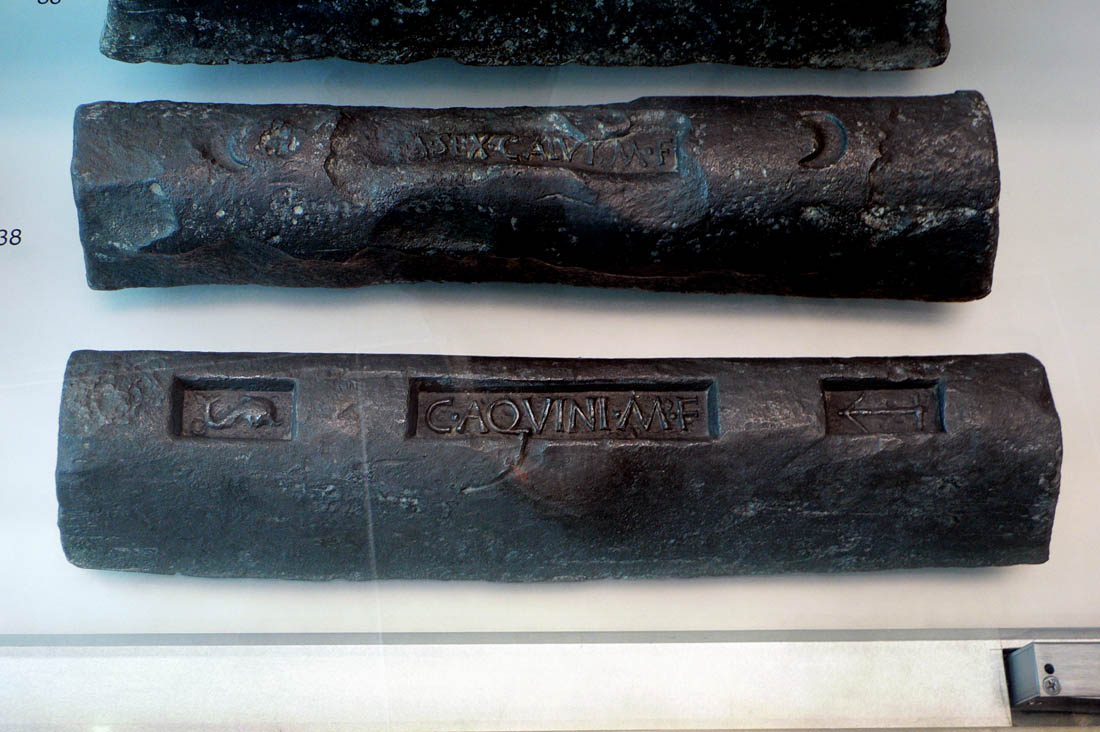
Lingotes de plomo romanos encontrados en el puerto de Cartagena. ARQUA.

En el año 209 a. C., en el marco de la segunda guerra púnica, Escipión el Africano, movido por el interés de tomar el control de la producción de plata de Cartagena, conquistó la ciudad de Qart Hadasht para la República romana, rebautizándola con el nombre de Carthago Nova y otorgándole el estatuto de municipium.
En un primer momento, el laboreo de las minas estuvo bajo control directo del Estado. Roma explotó las minas de Cartagena tanto en galerías subterráneas como "a cielo abierto". De esta época procede la famosa mina del Cabezo Rajao en donde se vació un filón superficial de galena argentífera que dejó una gran raja en la montaña, origen de su etimología actual.
Como ya se ha mencionado en el texto de Estrabón, hasta cuarenta mil esclavos trabajaban en la extracción de mineral en unas penosas condiciones humanas.

Los que se ocupan del trabajo de las minas proporcionan a sus dueños increíbles ganancias, mientras agotan sus cuerpos trabajando día y noche, debajo de la tierra, en las galerías, y muchos mueren por exceso de sufrimientos. No hay para ellos asueto ni descanso en sus trabajos. Al contrario, son obligados a base de azotes de los capataces a soportar una terrible serie de dolores que acaban miserablemente con sus vidas. Algunos, que resisten mucho tiempo por la potencia de su cuerpo o por el valor de su espíritu, soportan durante un largo periodo los sufrimientos; pero para ellos es preferible la muerte a la vida. Tal es la magnitud de sus padecimientos.
Diodoro de Sicilia, Bibliotheca Histórica.

A pesar de que la intensa y extensa actividad minera de los siglos XIX y XX borró muchos de los yacimientos arqueológicos de la minería antigua, por toda la sierra minera y alrededores del Campo de Cartagena se encuentran todavía numerosísimos vestigios de la explotación minera en la antigüedad. Esos restos arqueológicos se pueden clasificar en cuatro tipos:
- Labores y establecimientos mineros. Se incluyen pozos y galerías, así como explotaciones a cielo abierto, terreras y escoriales de material. La mayor parte de los yacimientos se concentran en la zona del mencionado Cabezo Rajao y en el cerro del Sancti Spíritus.

- Instalaciones para el tratamiento del mineral, tales como lavaderos de mineral, molinos para la trituración de la roca y depósitos de estériles.

- Fundiciones con sus escoriales en donde se procesaba el mineral para obtener lingotes.

- Dependencias de habitación de los trabajadores de las minas y de administración y almacenaje del producto minero.

Con la reactivación de la actividad minera a mitad del siglo XIX comenzaron a aparecer las primeras evidencias arqueológicas de la explotación antigua de la sierra minera. Las excavaciones sistemáticas y los estudios arqueológicos, tanto de las minas de Cartagena como de las de Mazarrón, no se realizaron de forma exhaustiva hasta los años cuarenta del siglo XX. El fruto de estas excavaciones puede verse actualmente expuesto en el Museo Arqueológico Municipal de Cartagena, así como en el Museo Arqueológico de La Unión, una singular colección de útiles romanos de la minería, entre los que se encuentran piezas como:
- Herramientas de hierro como martillos, picos, cuñas y campanas.

- Escaleras y poleas de madera.

- Espuertas, cantimploras y prendas de vestir —alpargatas, gorros, rodilleras, etc.— realizadas en esparto y fibra de palmito.

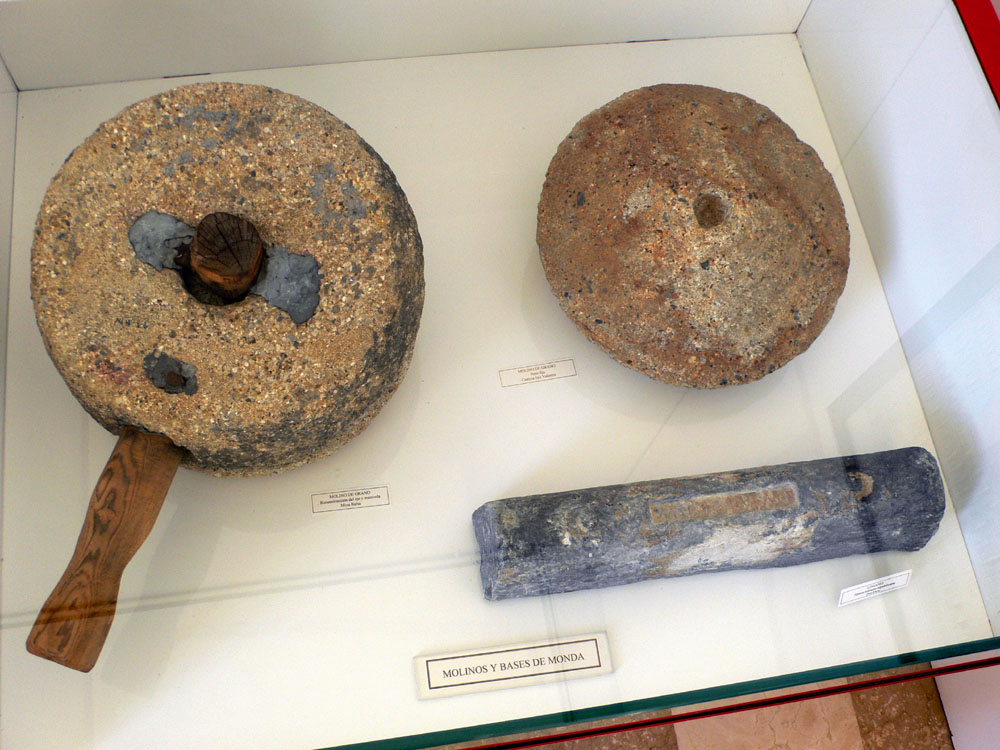
Útiles de la minería de época romana. Museo Arqueológico de La Unión.
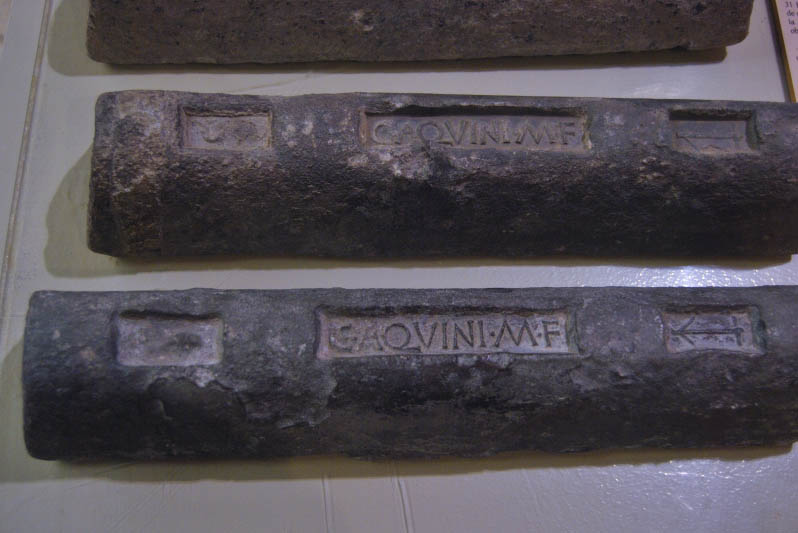
Lingotes de plomo procedentes de las minas de Carthago Nova. Museo Arq. de Cartagena.
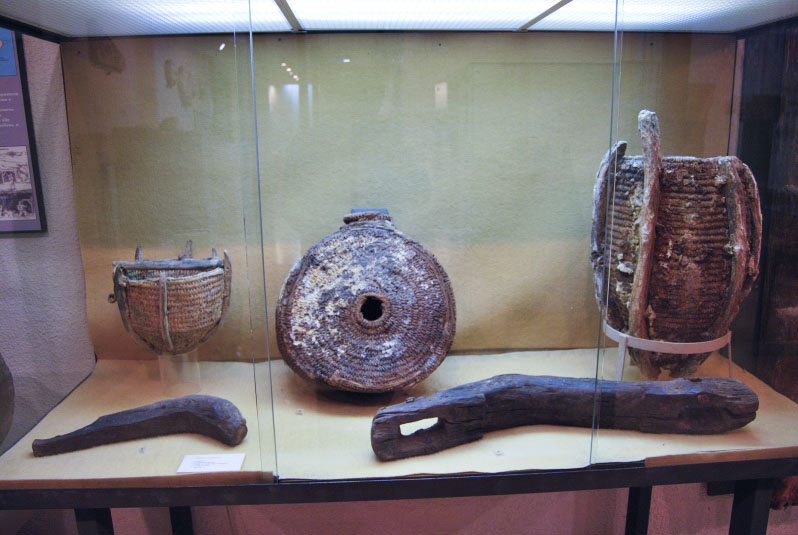
Útiles de la minería de época romana fabricados de esparto. Museo Arq. de Cartagena.
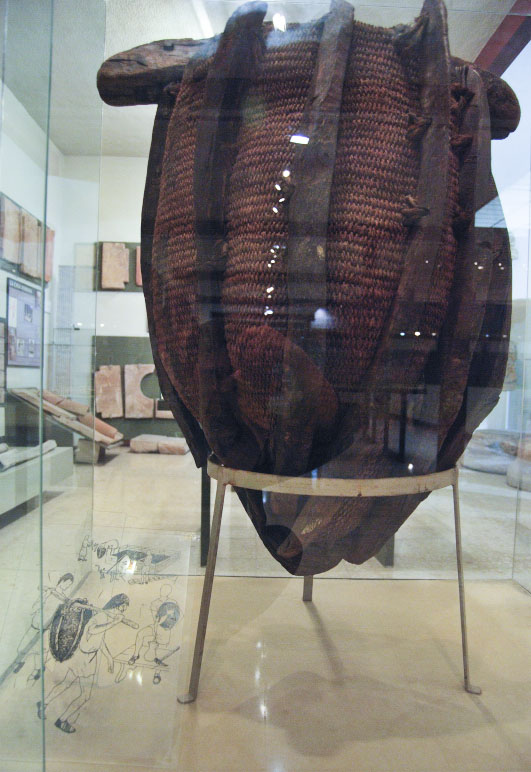
Capazo de esparto usado en las labores de la minería romana. Museo Arq. de Cartagena.
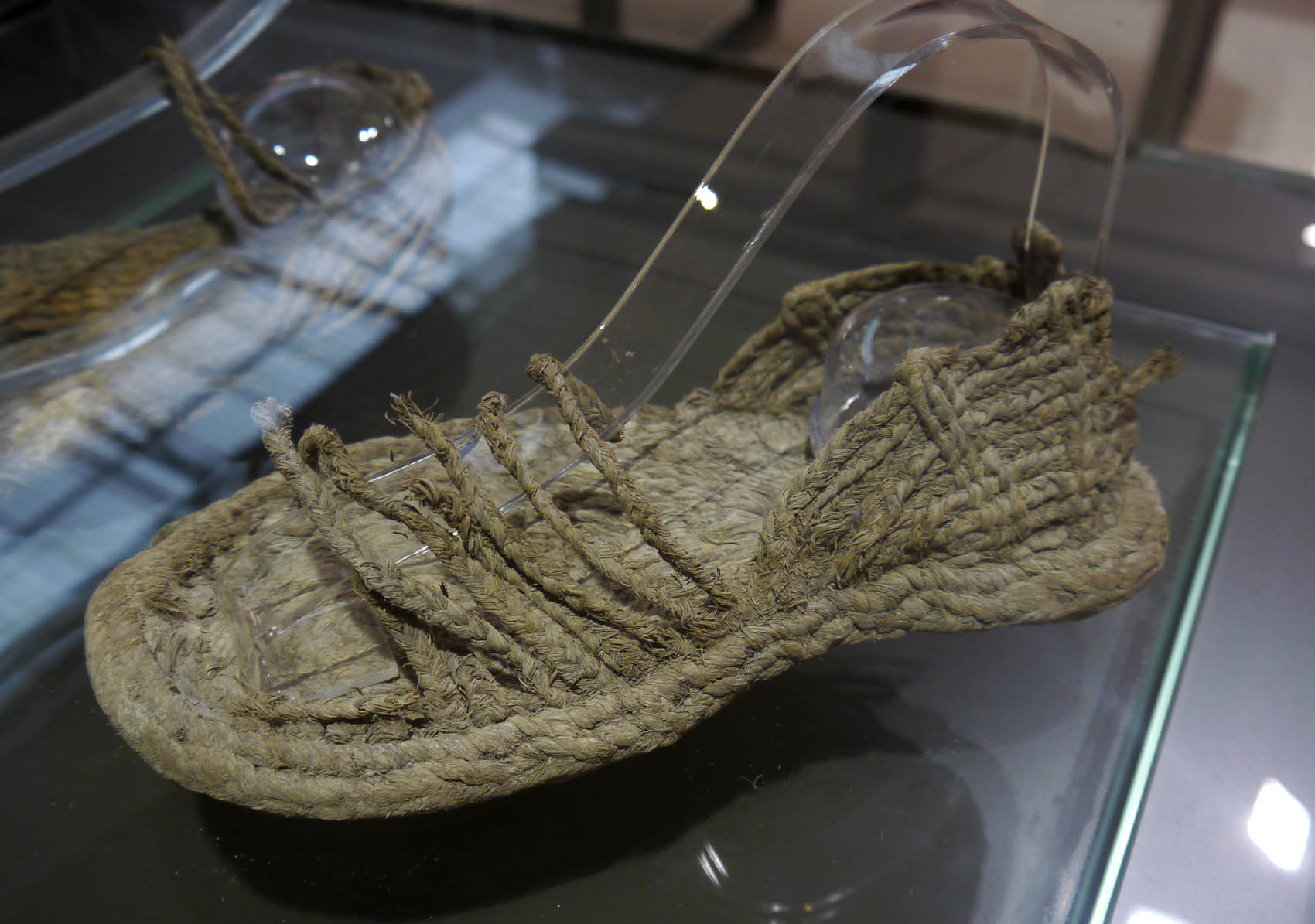
Alpargata de esparto usada en las labores de la minería romana. Museo Arq. de Cartagena.

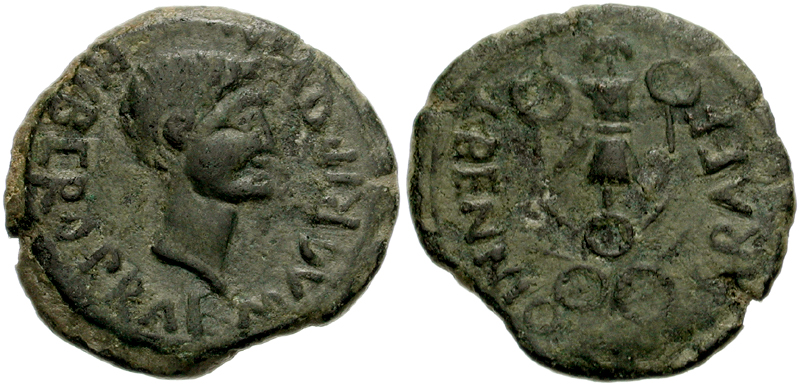
Semis de bronce acuñado en Carthago Nova.

Carthago Nova se constituyó en el centro económico de la minería, no sólo de las cercanas explotaciones de la sierra de Cartagena-La Unión, sino también de las de Mazarrón, Águilas y zonas mineras de Almería —sierra Almagrera y sierra de Gádor—, y se convirtió en una de las más prósperas ciudades de la Hispania romana.
La creciente pujanza económica y comercial de la ciudad hizo que en el año 44 a. C. recibiera el título de colonia bajo la denominación de Colonia Vrbs Iulia Nova Karthago (C.V.I.N.K), siendo la tercera ciudad en Hispania en recibir el estatus colonial tras Corduba y Tarraco, y durante el principado del emperador Augusto (27 a. C.-14 a. C.), la ciudad fue sometida a un ambicioso programa de urbanización y monumentalización, que incluyó, entre otras intervenciones urbanísticas, la construcción de un impresionante teatro romano y un foro de grandes dimensiones. A la nueva colonia se le otorgó el privilegio de emitir moneda propia en valores de ases, semises y cuadrantes.

### El agotamiento de la actividad minera en la antigüedad
Durante el siglo I comenzaron a darse los primeros síntomas de agotamiento de la actividad minera en Cartagena. La menor rentabilidad hizo que el estado romano abandonase la explotación directa de las minas y las arrendase a particulares o a grandes sociedades privadas. La producción minera continuó descendiendo hasta una total paralización a finales del siglo II.
El cese de la minería supuso la rápida decadencia de la ciudad de Carthago Nova, el abandono de la mitad del espacio urbano y la ruina de la mayoría de los edificios construidos en época augustea. Durante los siglos siguientes no habría actividad en las minas de Carthago Nova más que de una forma muy residual.

## Reactivación de la actividad minera

### La reapertura de las minas en elsigloXIX

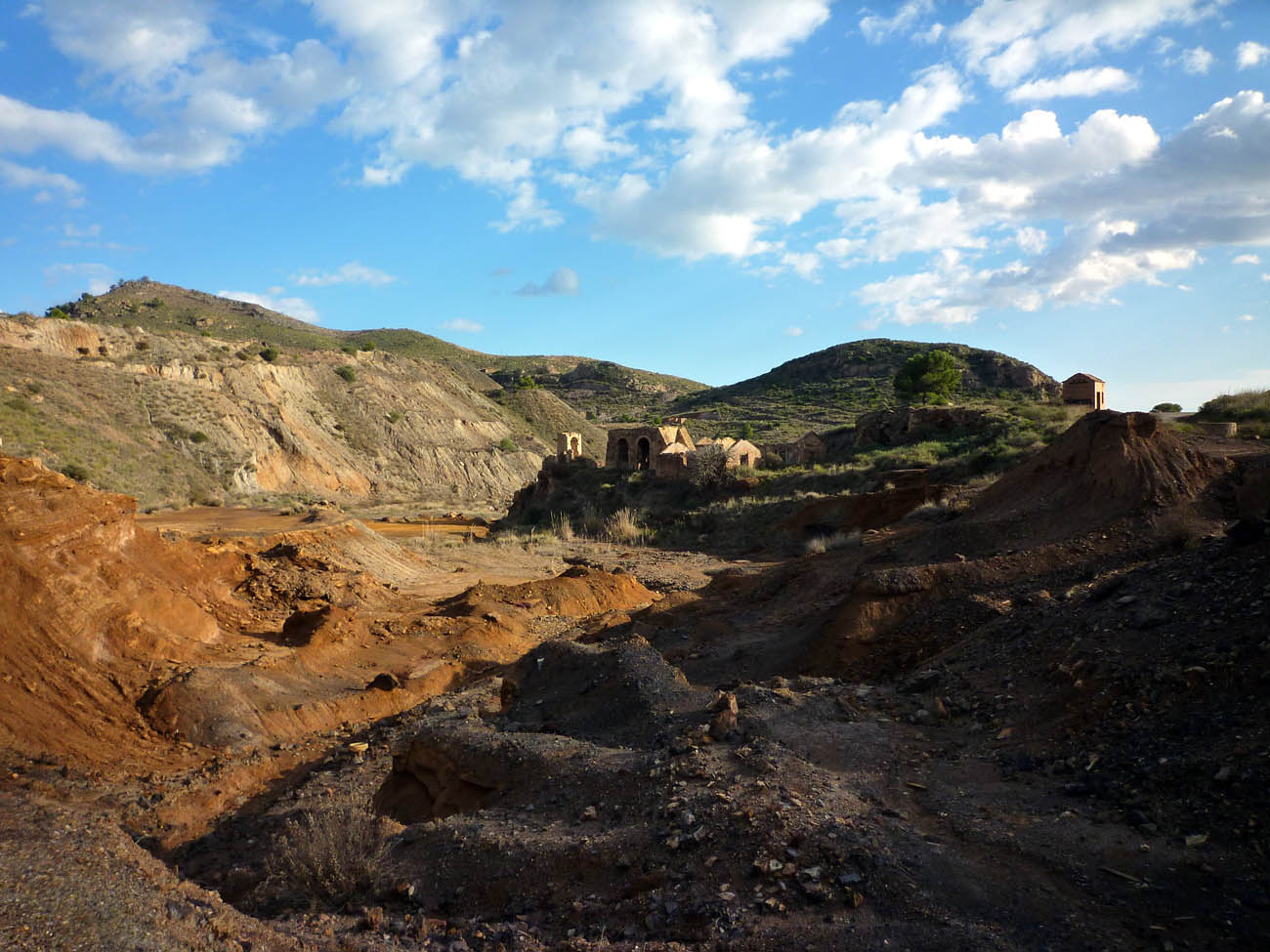
Mina Inocente en El Gorguel.

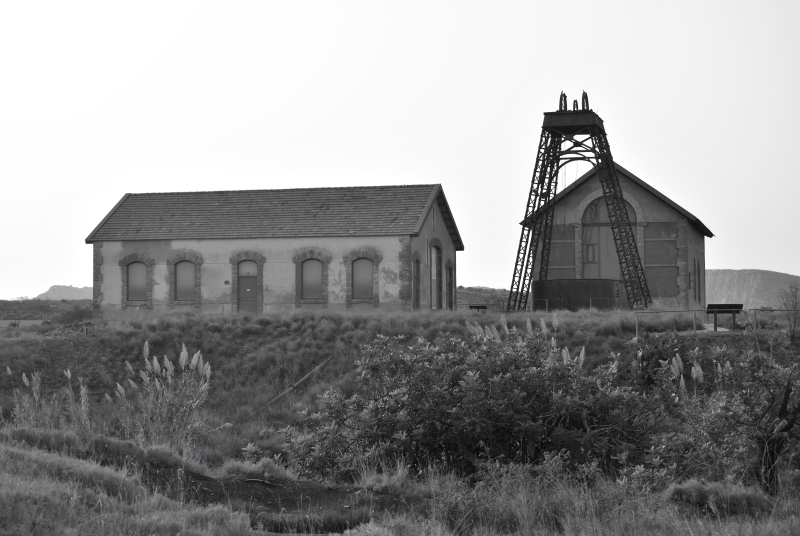
Mina las Matildes en El Llano del Beal.

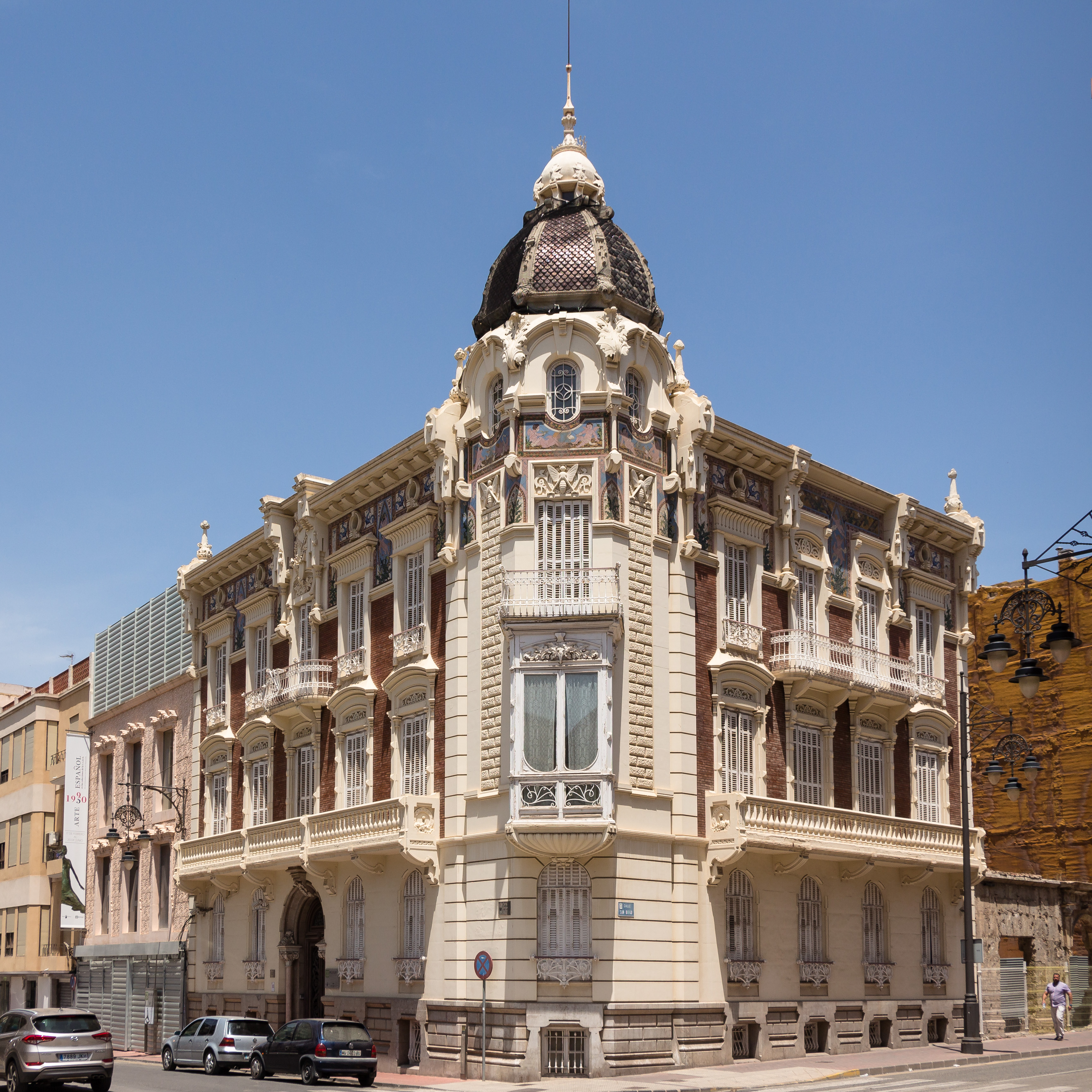
El Palacio de Aguirre en Cartagena, obra del empresario minero Camilo Aguirre encargada al arquitecto modernista Víctor Beltrí en 1898.

Durante el reinado de Fernando VII, en 1825, se produjo un hecho trascendental en la historia de la minería española: la promulgación de la ley de minas que liberalizó el sector y permitió iniciar actividades mineras sin necesidad de contar con licencia del rey. Unos años después, en 1839, se descubrió en la sierra Almagrera de Almería el riquísimo filón Jaroso, que desató a una auténtica fiebre de la minería en todo el sureste español.
En Cartagena se comenzaron a constituir sociedades anónimas para la explotación de las minas. Se reabrieron los antiguos pozos mineros romanos al mismo tiempo que apareció una nueva actividad: el beneficio de los antiguos escoriales romanos a los que, con las nuevas tecnologías industriales, se les extraía rendimiento de los restos de minerales que aún conservaban. Hacia 1850 había en Cartagena treinta y ocho fábricas de fundición de plata. Por otro lado, la aparición de nuevas tecnologías industriales hizo posible una nueva actividad económica: la explotación de los carbonatos y sulfuros de plomo. Sobre 1860, con la llegada de las primeras máquinas de vapor, se comenzó a explotar la calamina, de la que se extraía el zinc, y por último, ya a finales del siglo XIX, se inició el aprovechamiento de las piritas para la obtención del hierro. Durante el siglo XIX, la producción de plomo y zinc de las minas de Cartagena y La Unión constituyó el grueso de la producción nacional.
Como consecuencia de este crecimiento industrial, se desarrollaron de forma extraordinaria los asentamientos y las infraestructuras relacionados con la minería:
- Surgieron nuevos núcleos de población como El Estrecho de San Ginés, El Llano del Beal, El Beal, El Algar, Herrerías, El Garbanzal y Portmán.

- En 1860, los pueblos de Herrerías y El Garbanzal se independizaron del municipio de Cartagena y dieron lugar al nuevo municipio de La Unión en cuyo término municipal se incluyó también Portmán.

- Se construyó una línea de ferrocarril de vía estrecha entre Cartagena y La Unión para el transporte del mineral.

- Se crearon nuevas infraestructuras portuarias en el puerto de Cartagena, Portmán y Escombreras.

- En 1862, la reina Isabel II inauguró la línea de tren Madrid-Cartagena.[26]

La actividad minera generó un intenso proceso inmigratorio de mano de obra procedente fundamentalmente de Andalucía, en especial de la provincia de Almería, así como del resto de la Región de Murcia.
Con la riqueza generada por la actividad minera se gestó en Cartagena una poderosa burguesía enriquecida que invirtió sus ingentes fortunas en lujosas casas y palacetes de estilo modernista. Este nuevo estilo arquitectónico cambió por completo la fisonomía urbana tanto de la ciudad de Cartagena como de La Unión. Arquitecto fundamental en este nuevo proceso urbanístico fue el catalán Víctor Beltrí con obras como el Gran Hotel, la Casa Maestre, la Casa Llagostera o el Palacio de Aguirre, todas en Cartagena o el mercado público en La Unión.

### La crisis de la actividad minera a partir de la Primera Guerra Mundial

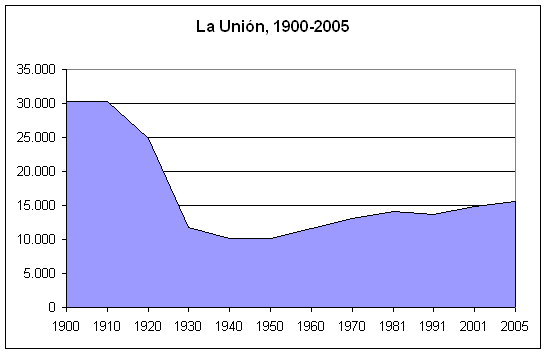
Evolución de la demografía del municipio de La Unión en el. Se aprecia el descenso de hasta 2/3 de su población a raíz de la crisis minera.

A principios del siglo XX, este apogeo dorado del sector minero en Cartagena comenzó a descender súbitamente por la aparición de fuertes competidores en el mercado internacional (Estados Unidos y Australia, principalmente) con una tecnología más eficiente que la empleada por las empresas locales. El descenso se hizo más acusado a partir de 1918 final de la Primera Guerra Mundial, como consecuencia de la caída en picado de la demanda de plomo, utilizado en proyectiles y armamento. Por último, con la crisis económica de 1929 y el consiguiente descenso de la demanda internacional, la producción de las minas desapareció casi por completo.
Como consecuencia del cierre de explotaciones mineras, se produjo en el municipio de La Unión una despoblación sin precedentes perdiendo hasta 2/3 de sus habitantes.

### La minería después de la guerra civil española hasta finales delsigloXX

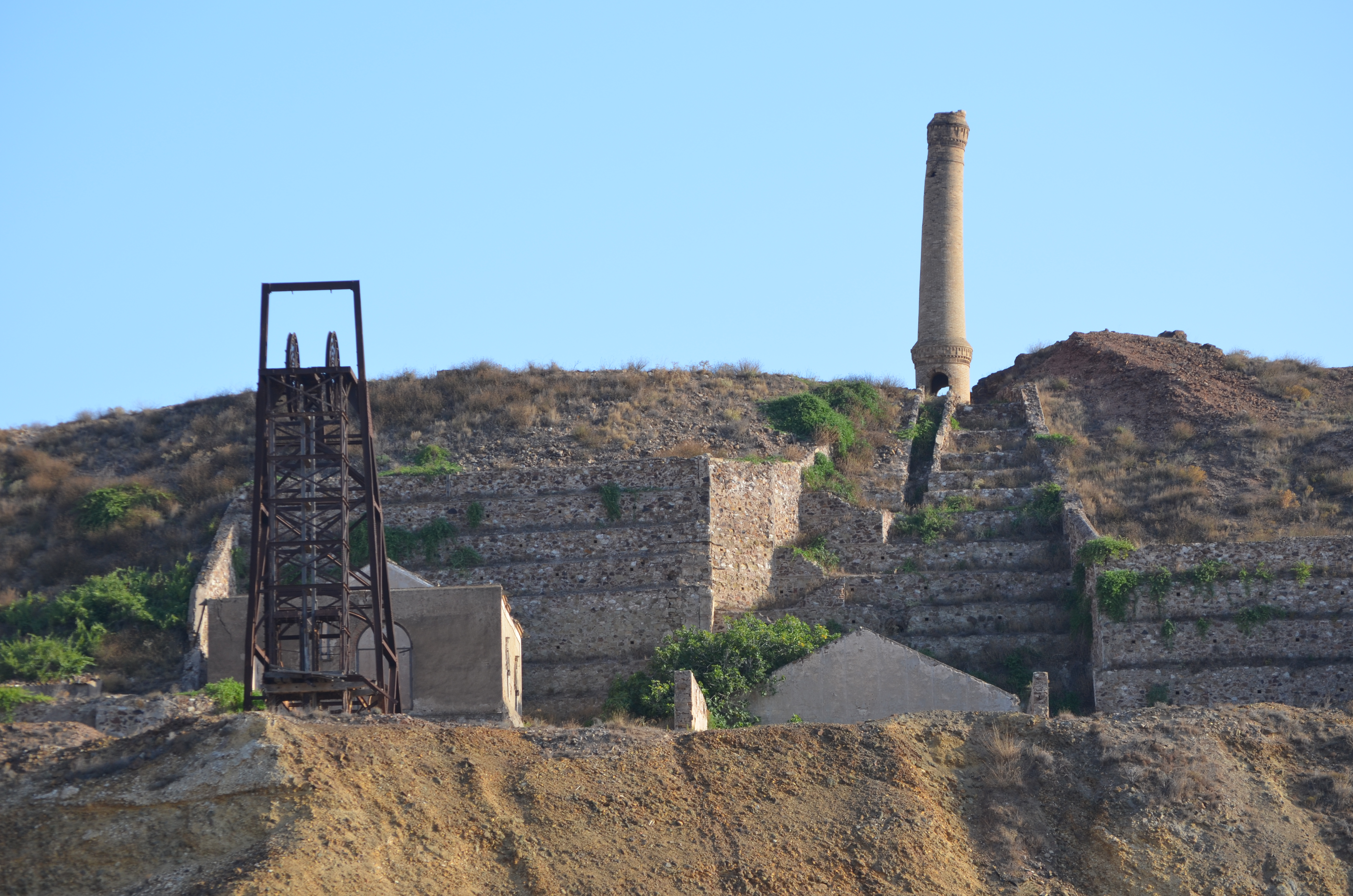
Vista de la mina Cabezo Rajao.

A partir de los años 50, se reactivó de nuevo la actividad minera. La empresa de capital francés Peñarroya se hizo con la propiedad de gran parte de la sierra minera. Esta concentración de la propiedad y la introducción de nuevas tecnologías de explotación —algunas con generación graves problemas medioambientales— permitieron hacer de nuevo rentable la minería hasta los años 80 en que por causa de la crisis económica producida por el aumento de los precios del petróleo y el agotamiento de los yacimientos, se produjo el cierre definitivo de las minas y la declaración como Bien de Interés cultural, con la consideración de sitio histórico del Patrimonio industrial de las Minas de Cartagena-la Unión. La declaración definitiva se produjo en 2015. En 1988, la empresa Peñarroya vendió la propiedad de todas sus explotaciones mineras a Portmán Golf, una promotora inmobiliaria.

### La minería en elsigloXXI
En 2008, se planteó la posibilidad de reabrir algunos de los yacimientos mineros, propiedad de la empresa Portmán Golf, para la extracción de la blenda que precisaba la empresa Española del Zinc. Esta opción, que despertó un gran rechazo vecinal, fue pronto descartada.

## Aspectos medioambientales

### La cubierta vegetal originaria de las sierras de Cartagena

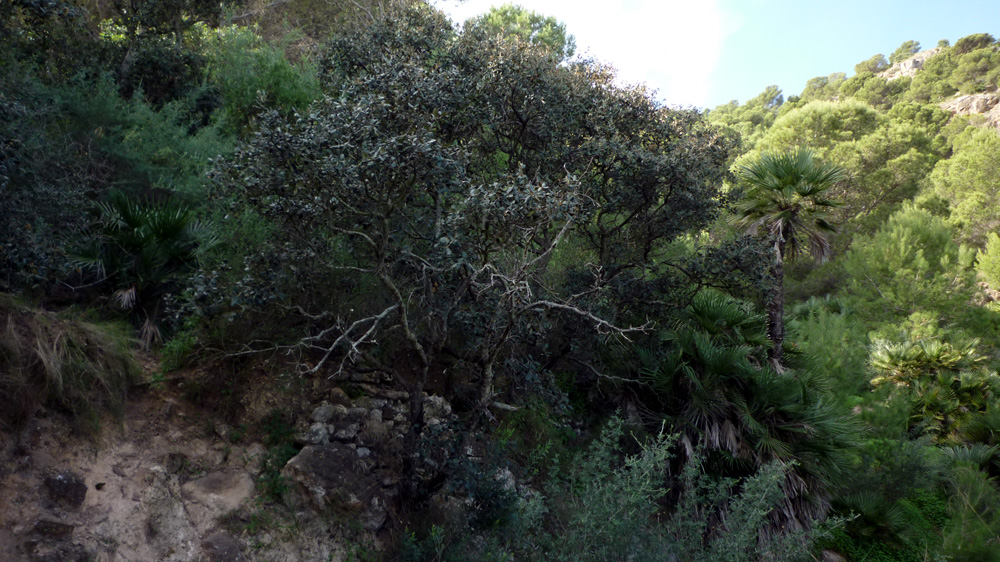
Encinas, palmitos y pinos carrascos en el Cabezo del Horno (Calblanque).

Todas las sierras de Cartagena, así como La Manga del Mar Menor, se encontraban originalmente cubiertas de una espesa maquia mediterránea. Esta comunidad clímax estaría constituida fundamentalmente por lentiscos, espinos negros, acebuches, palmitos y espartos. Junto con las especies anteriores crecerían también pinos carrascos, coscojas y cipreses de Cartagena. En las zonas más húmedas se presentarían además encinas, madroños y mirtos. Esta maquia estaría habitada por ciervos, lobos y jabalíes.

... Dijeron que sobre la conservación de los montes se ha tratado muchas veces y se han visitado y que no se halla en ninguna parte donde plantar pinos nuevos, y que en la sierra, así de levante como de poniente se crían muchos de su mismo natural, por ser la tierra acomodada para ello, y porque se han visto que conviene respeto de que hay muchos pinos nuevos en la parte de poniente.
Acta Capitular del Ayuntamiento de Cartagena de 1598.

En tierra de Cartagena hay estos Montes (...). La sierra de Porte Mayn (Portmán) "es buen monte de puerco en invierno, e en estos montes hay estas fuentes, la Fuente del Cañaveral, la Fuente del Porte Mayn. El monte de Cabo de Palos es muy buen monte de Puerco en invierno, e este monte es cerca de la mar. E cerca deste monte está una isla, que entra en la mar: e dura bien una legua, e hay en ella muchos venados".
Libro de la montería de Alfonso XI de Castilla. Siglo XIV]].

### Biodiversidad
La especial localización geográfica de los municipios de Cartagena y La Unión, así como las particularidades de su orografía y climatología son causa de que las sierras litorales de Cartagena concentren una de las mayores biodiversidades de Europa por la confluencia de especies de diferentes procedencias así como por la gran riqueza de comunidades vegetales diversas y la presencia de numerosos endemismos florísticos. Así podemos encontrar:
- Iberoafricanismos: Especies que se distribuyen por el litoral mediterráneo del norte de África y sur de la península ibérica. Se trata de plantas que colonizaron el sureste de España hace unos 5,5 millones de años, durante la denominada crisis salina del Mesiniense, cuando el mar Mediterráneo se desecó por completo y Europa y África quedaron conectadas por tierra. Esta conexión terrestre permitió la llegada al Campo de Cartagena de una gran cantidad de especies vegetales africanas, en la actualidad conocidas como endemismos iberoafricanos, como el ciprés de Cartagena, el arto, el oroval, el azufaifo, el cornical, la manzanilla de escombreras, la tapenera de la Sierra Minera o el chumberillo de lobo.[37]

- Especies típicas del bosque mediterráneo, como el pino carrasco, el lentisco, el madroño, la coscoja, la encina, el mirto o el palmito.[38]
- Endemismos de la Provincia botánica murciano-almeriense como la varica de San José, la jarilla, el ajo negro o la siempreviva morada.

- Endemismos exclusivos del Campo de Cartagena, como la jara de Cartagena, la siempreviva de Cartagena, la Esparraguera del Mar Menor, la zamarrilla de Cartagena o el garbancillo de Tallante.

Esta riqueza botánica conforma uno de los patrimonios vegetales más importantes de Europa y se concentra fundamentalmente en las sierras litorales del Campo de Cartagena, donde la humedad aportada por las nieblas procedentes del mar mitiga de forma muy importante la aridez del clima.

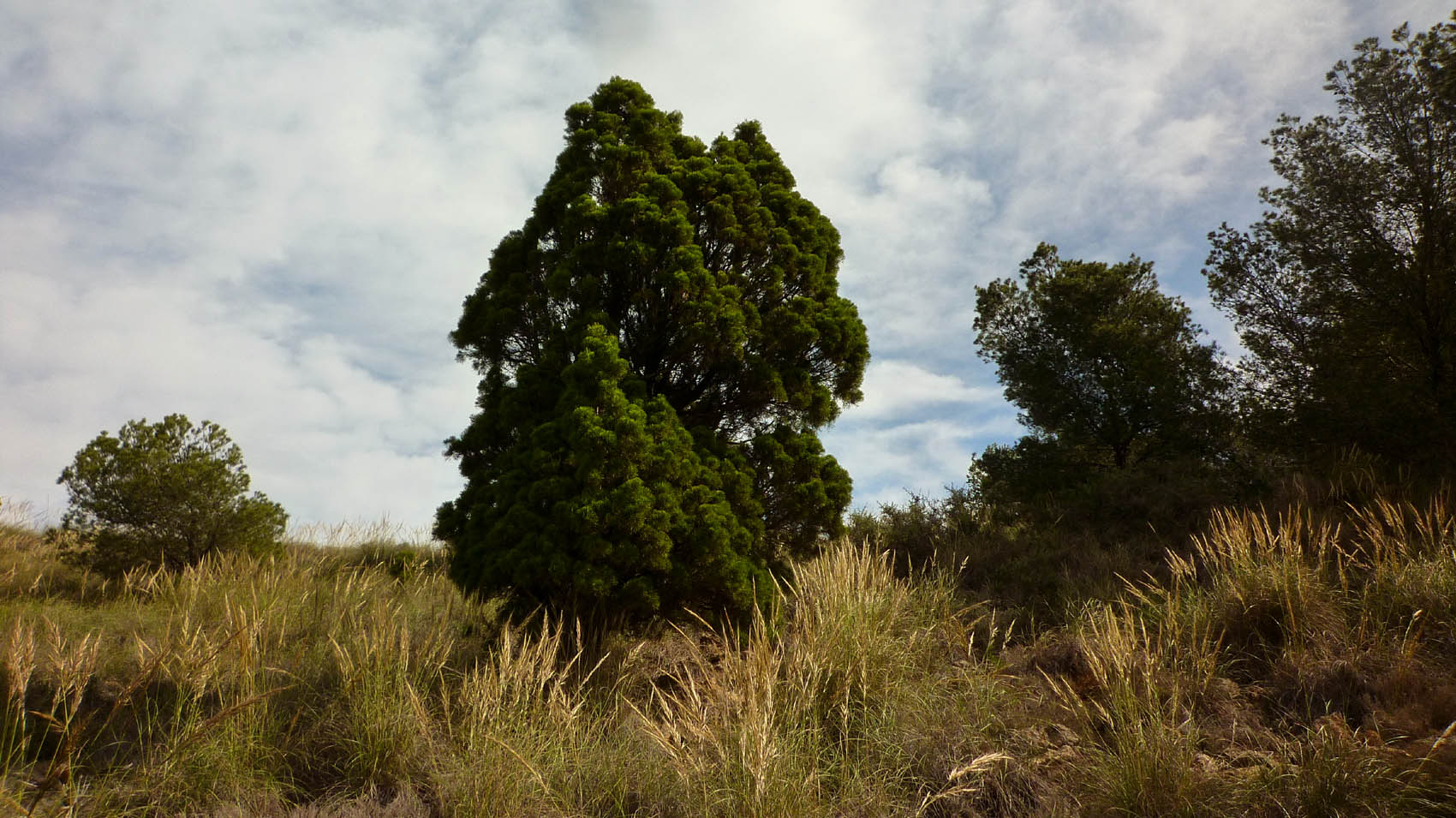
Ciprés de Cartagena
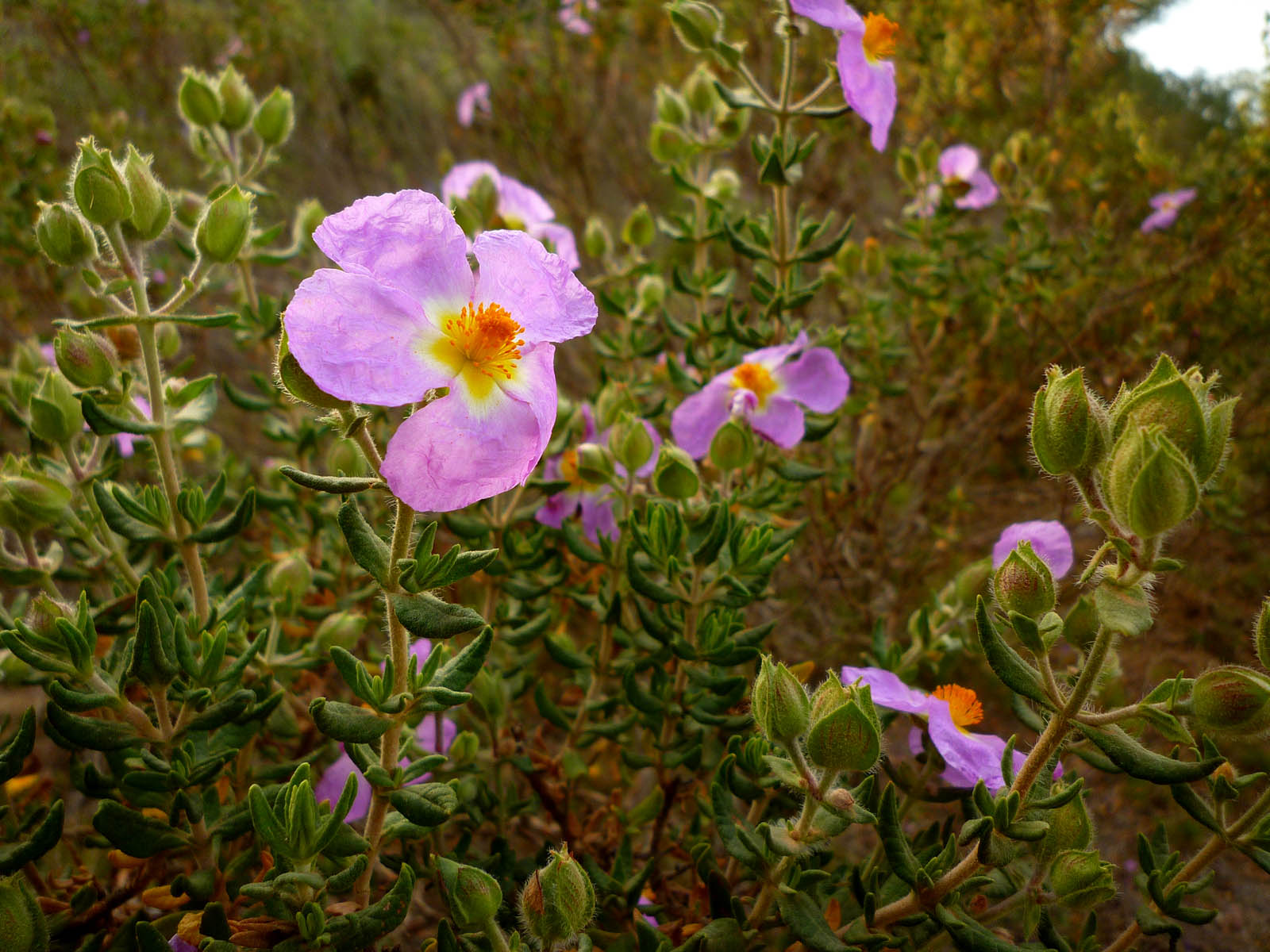
Jara de Cartagena
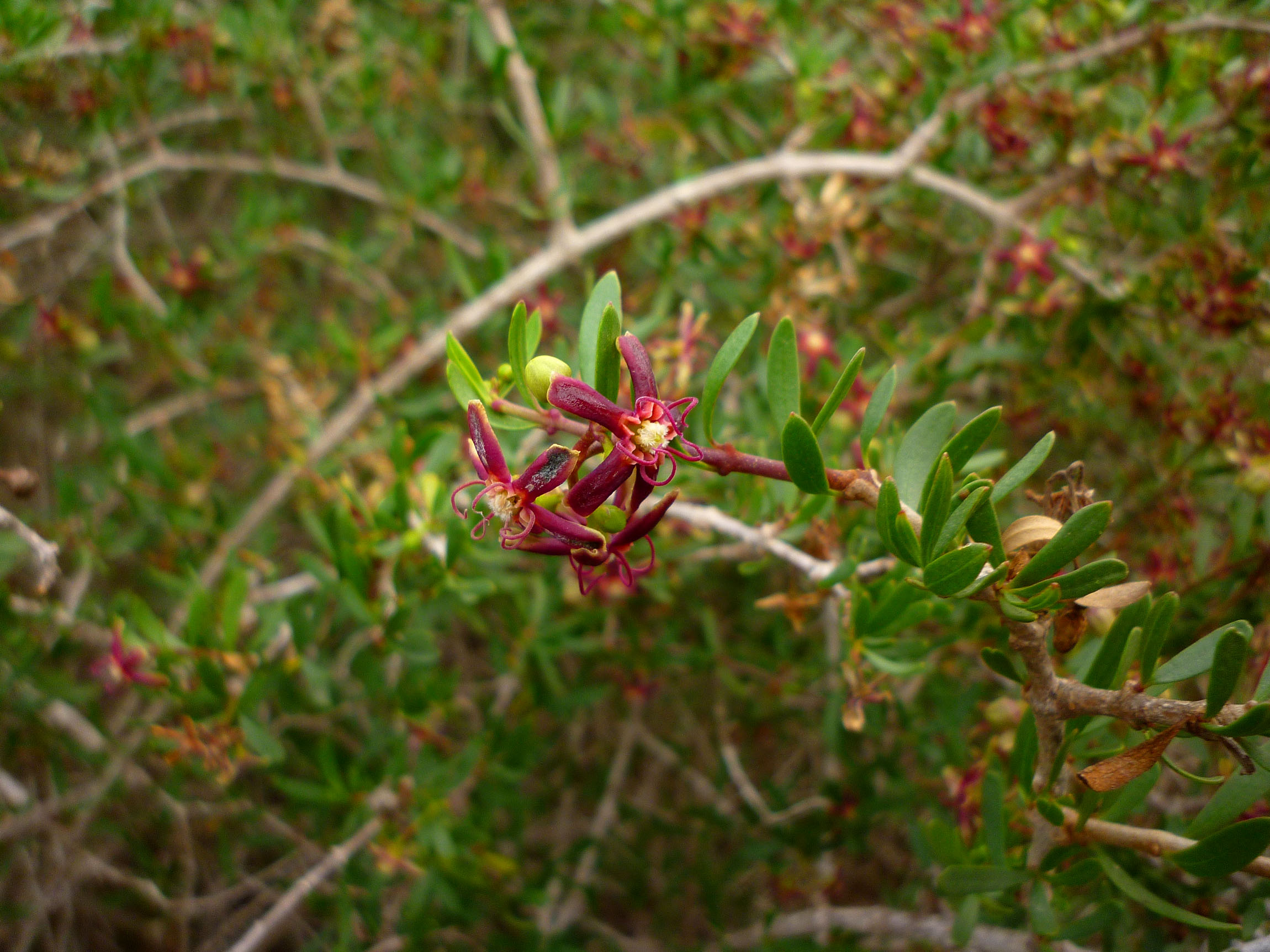
Cornical
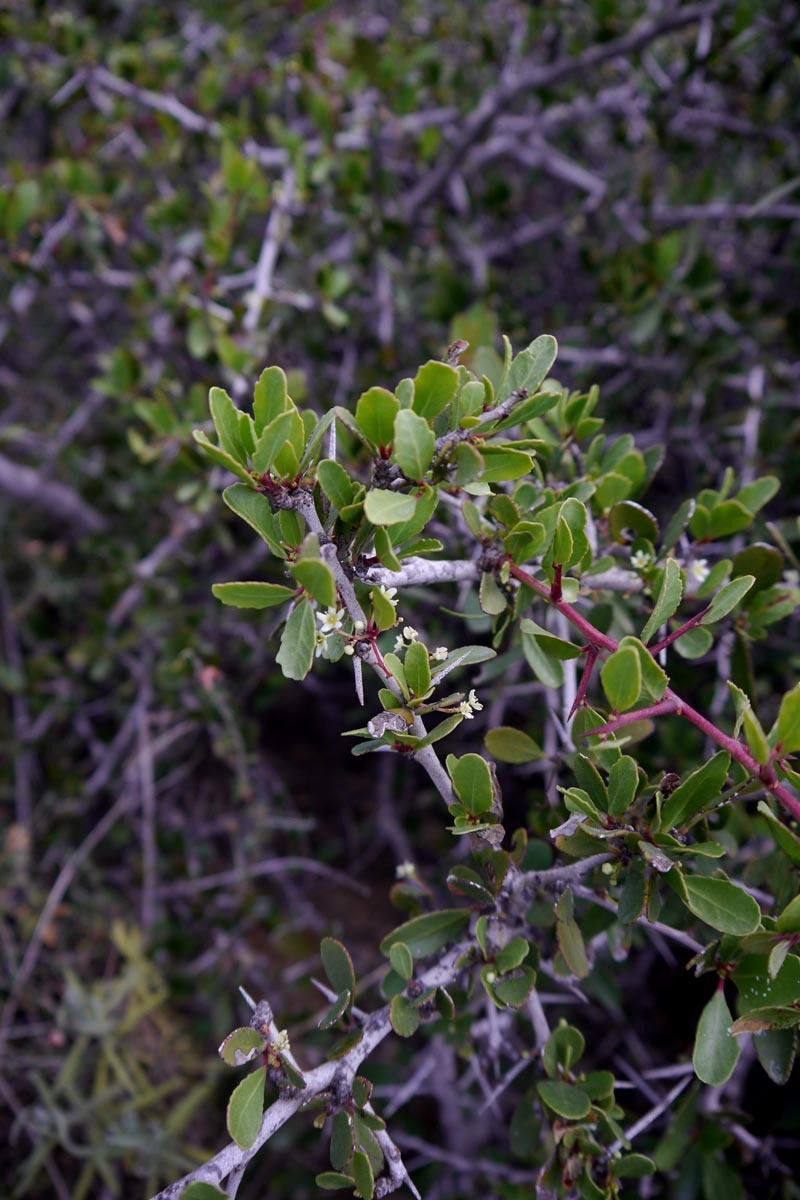
Arto
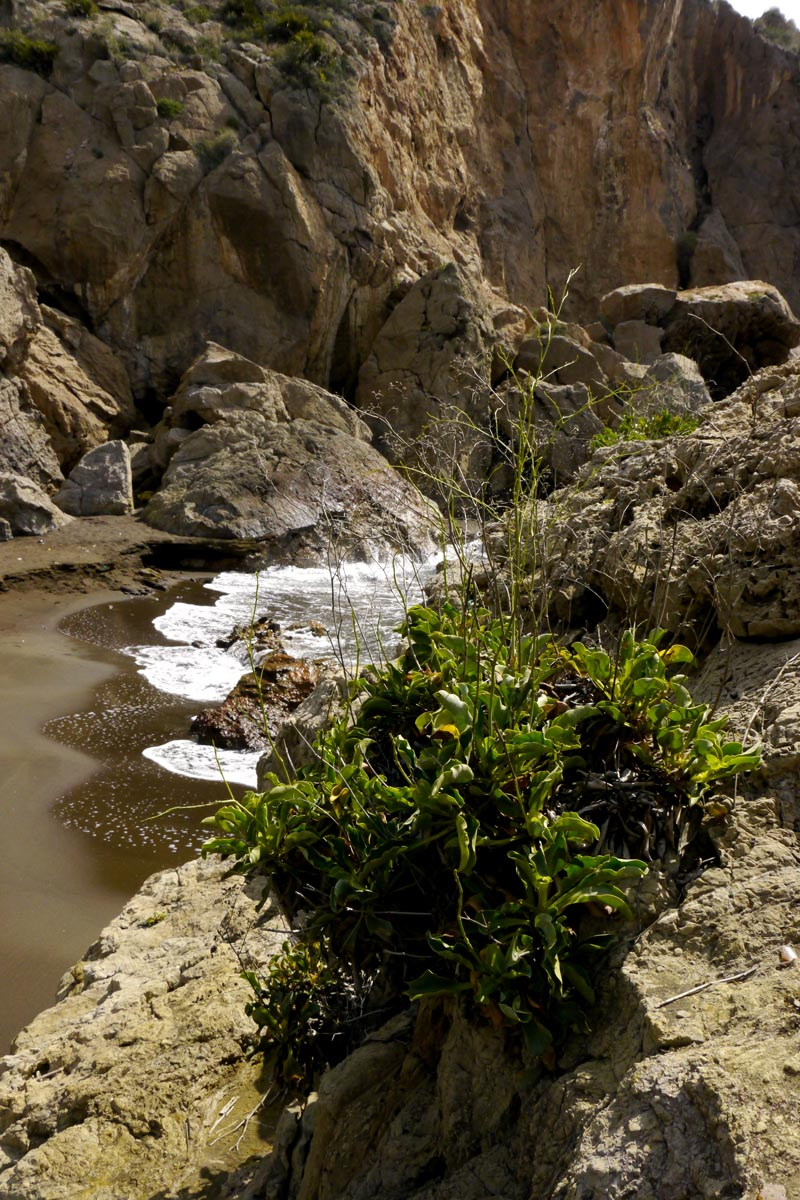
Limonium cossonianum
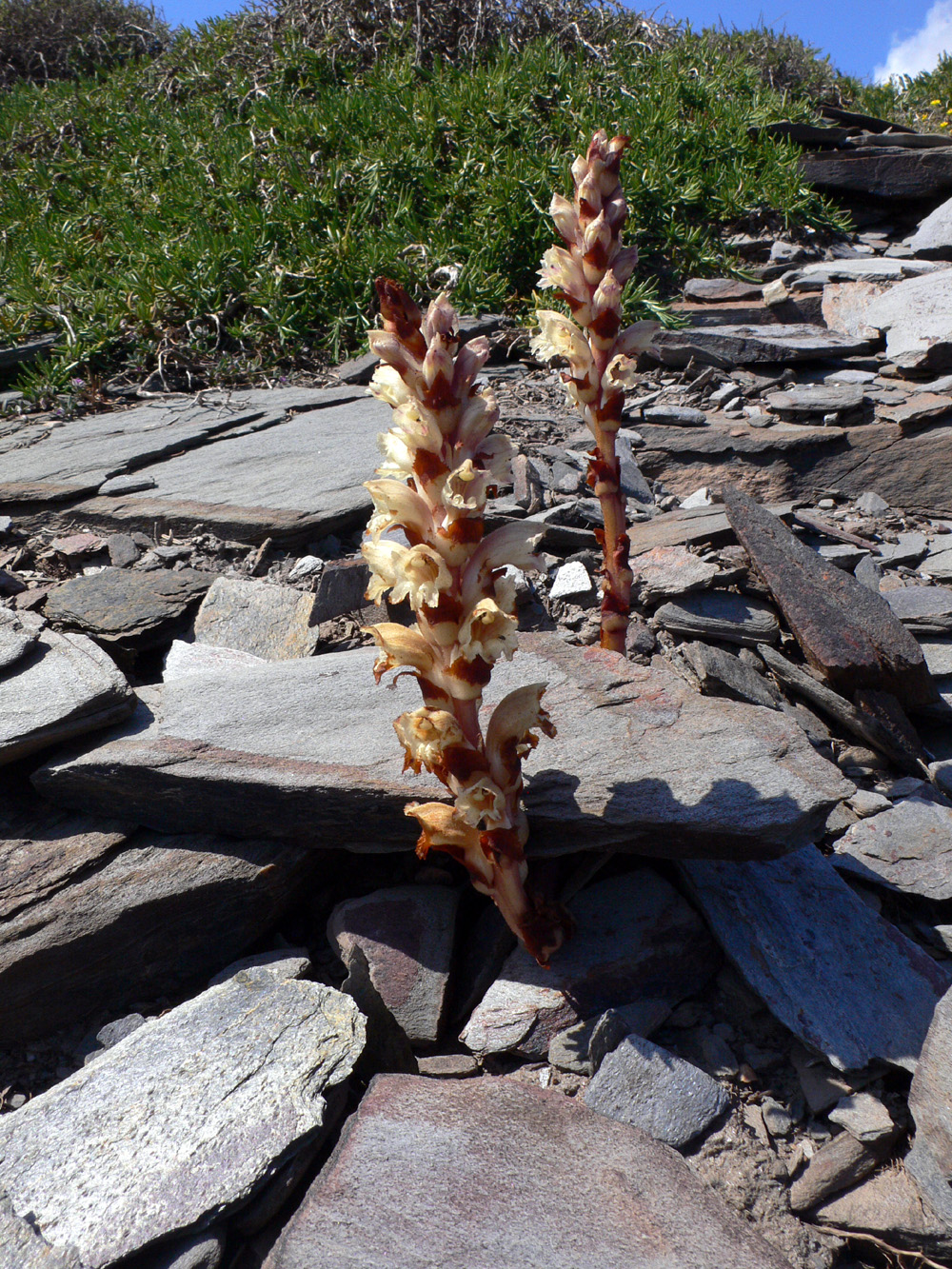
Orobanche latisquama
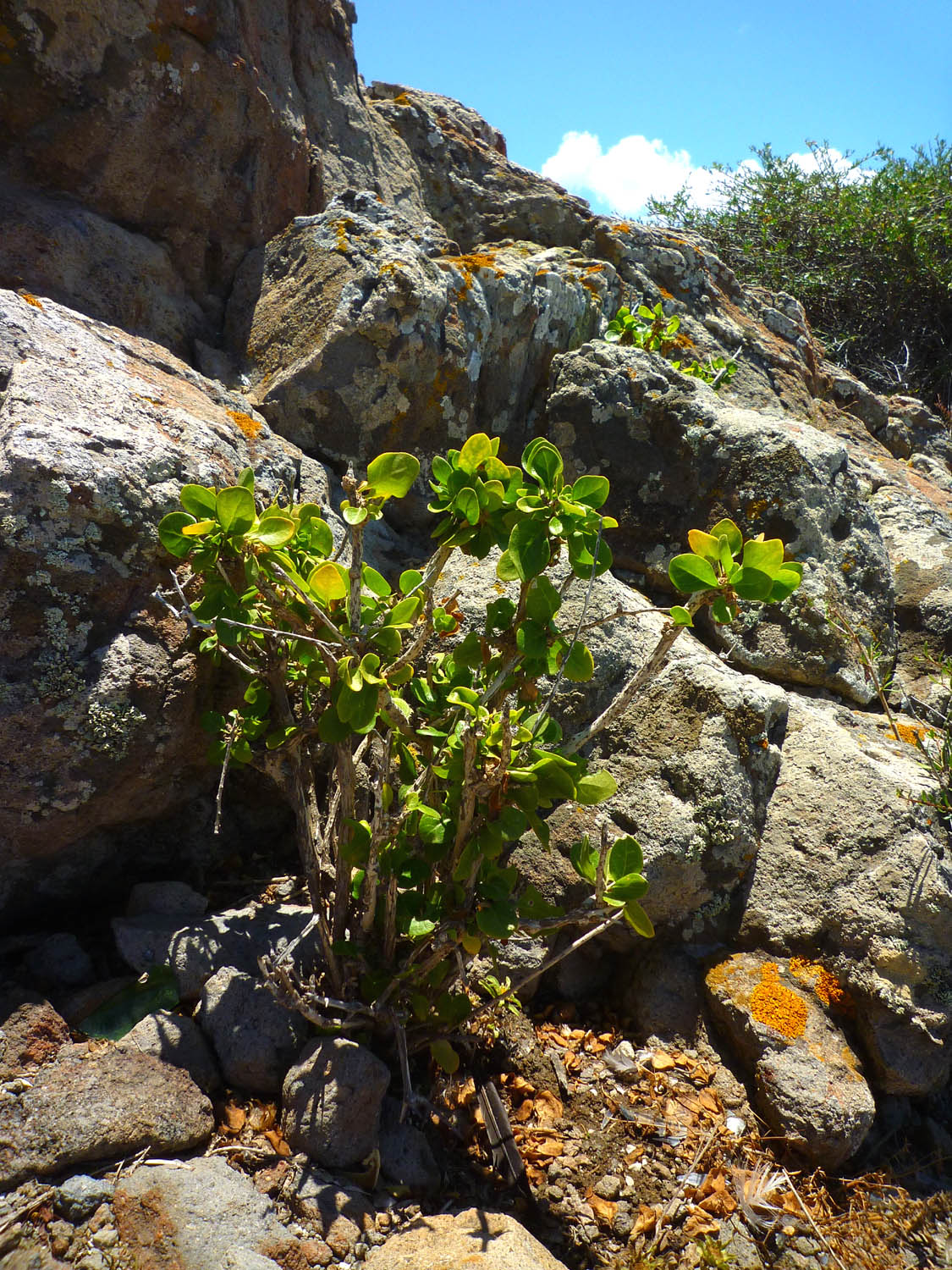
Oroval
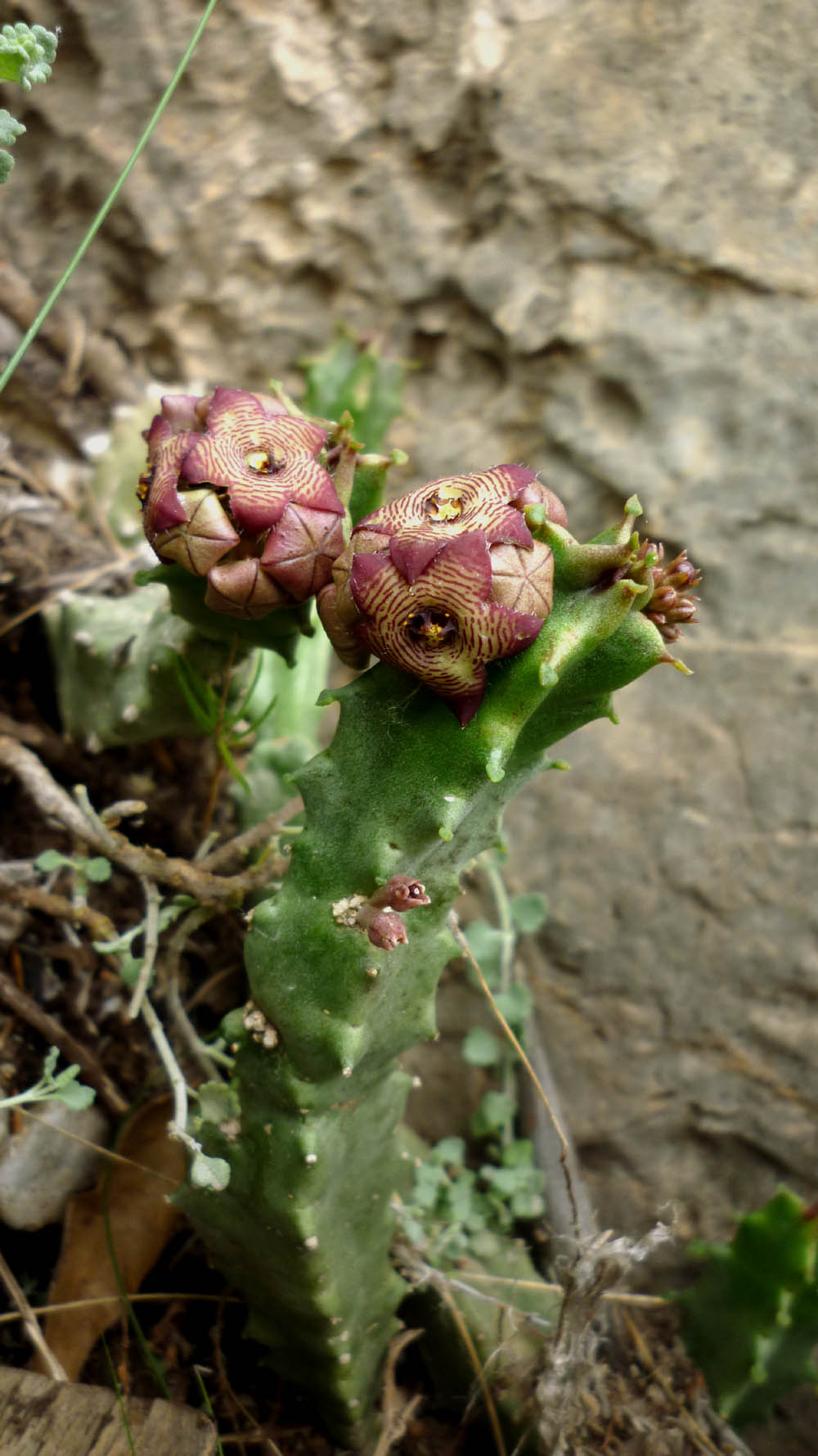
Chumberillo de lobo
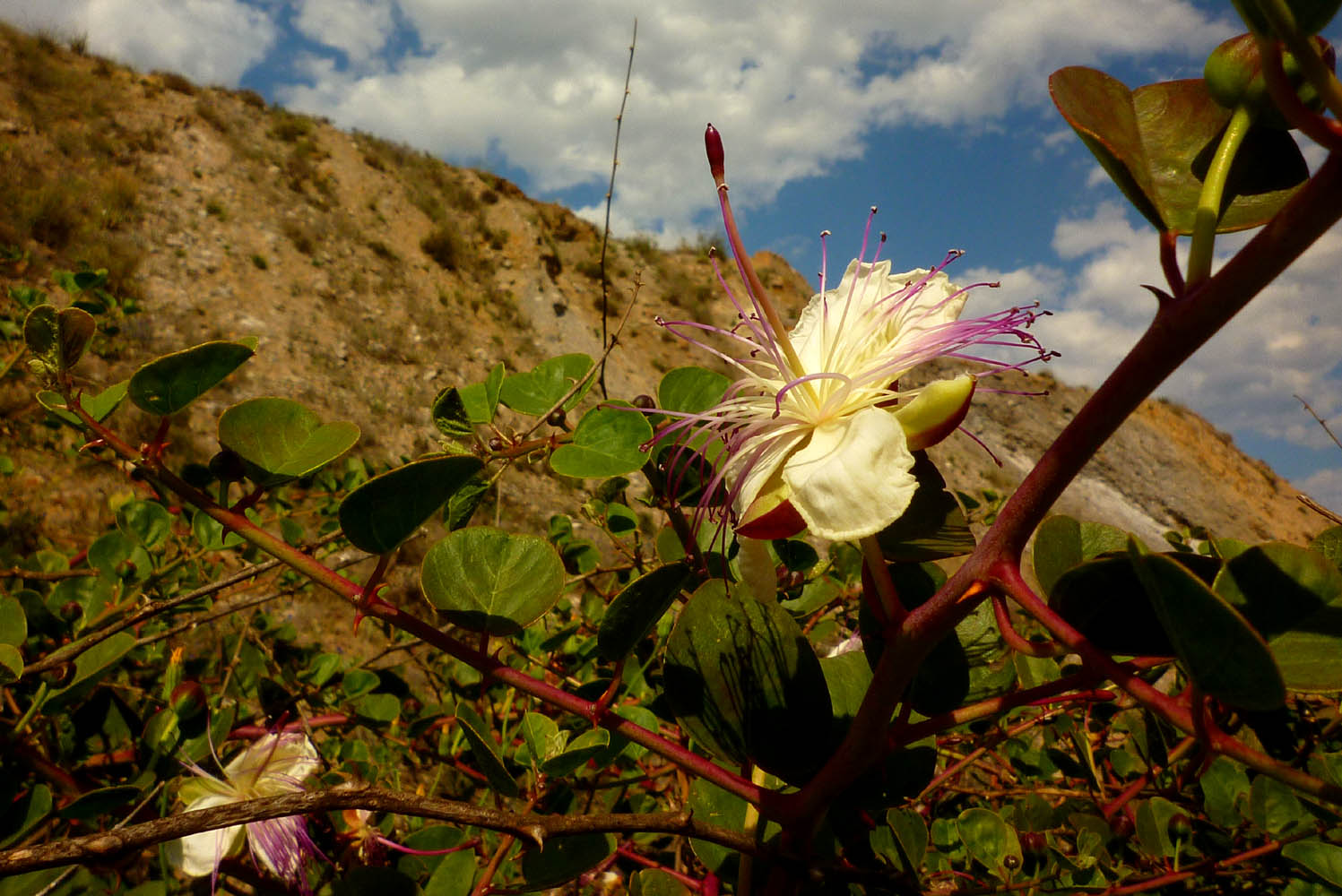
Tapenera de las Sierras Mineras
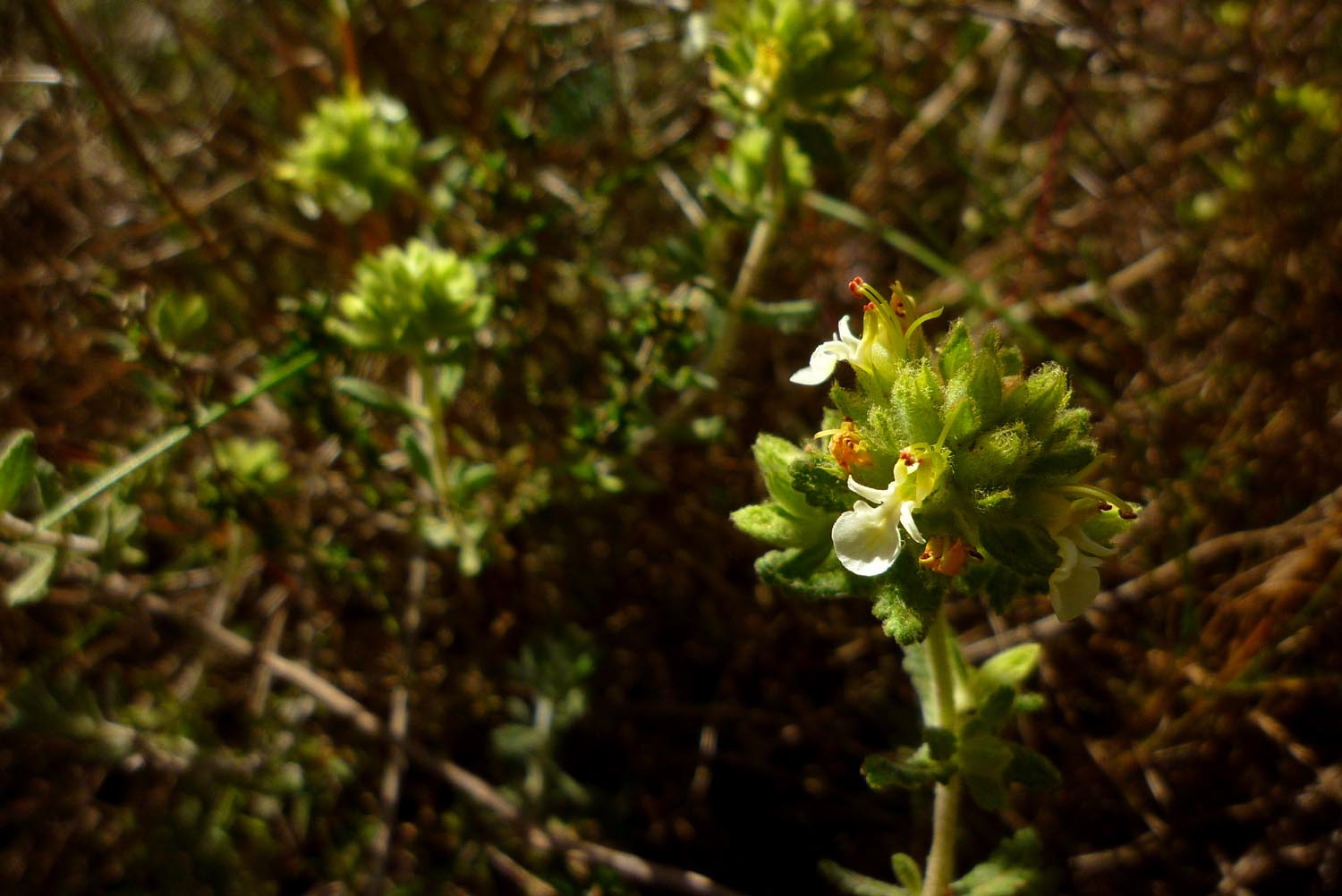
La Zamarrilla de Cartagena (Teucrium carthaginense)

Todas estas especies se organizan en diferentes ecosistemas y hábitats, muchos de ellos de gran valor ecológico y extremadamente raros en Europa, lo que ha motivado la declaración en la sierra de siete microrreservas botánicas. Destacan muy especialmente en este sentido los bosques de ciprés de Cartagena o Tetraclinis articulata, presentes en la Peña del Águila y Monte de las Cenizas.

### Evolución del paisaje vegetal a través de la historia

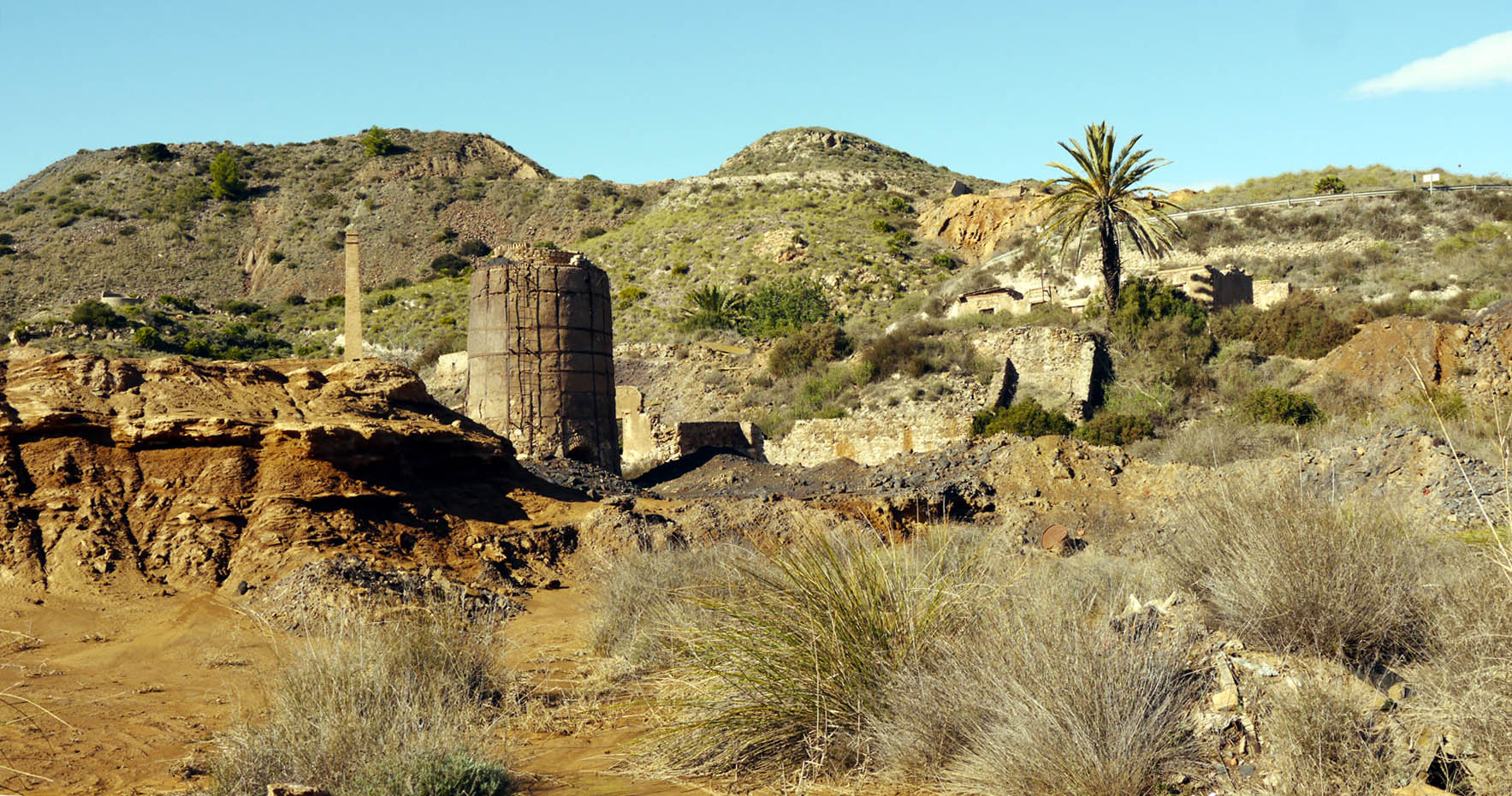
Mina Inocente en El Gorguel.

Durante muchos siglos, los ecosistemas originarios de la sierra de Cartagena se mantuvieron de forma más o menos inalterada: 
Con el incremento demográfico de la zona durante los siglos XVI, XVII y especialmente a partir del siglo XVIII, aumentó la presión antrópica sobre el monte en forma de roturaciones, corta de leña y pastoreo, y la antigua cubierta vegetal empezó a desaparecer. A comienzos del siglo XIX gran parte de la maquia originaria de la sierra ya había casi totalmente desaparecido, siendo sustituida por un espinar, mucho más pobre ecológicamente.
El impacto de las primeras labores mineras en el siglo XIX sobre el monte fue relativamente limitado, ya que, en esta época las explotaciones se realizaron por medio de galerías subterráneas, y, por otro lado, los hornos de calcinación y las fundiciones se alimentaban a base de carbón importado desde Inglaterra.

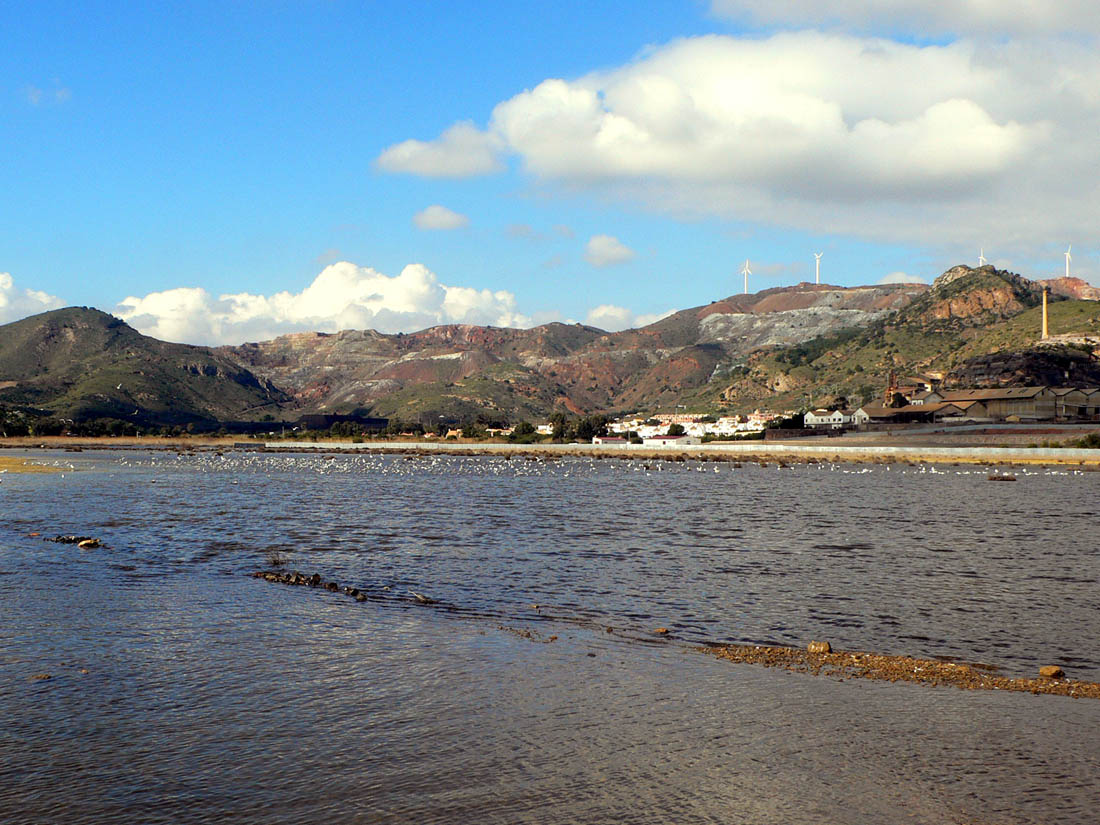
Vista del cerro del Sancti Spíritus con las terreras de estériles mineros desde la bahía de Portmán.

Los problemas medioambientales de la sierra minera se agravaron muy especialmente cuando, a partir de 1952, la empresa Peñarroya generalizó la apertura de explotaciones a cielo abierto, como la Mina Descubierta Emilia, un tipo de labor minera mucho más económica que la de la mina subterránea, pero que provoca graves problemas medioambientales por la pérdida de suelo y la generación inmensos movimientos de tierras. Estas prácticas causaron la desaparición de una importantísima extensión de terreno convertido ahora en una zona estéril y la pérdida de numerosos hábitats y especies, como la jara de Cartagena, una planta descrita antiguamente como abundante en la sierra minera, que es dada por extinguida hasta su redescubrimiento en 1983.
Con todo, el mayor de los problemas vino de la eliminación de las ingentes cantidades de estériles o residuos de la minería, que en forma de fangos eran vertidos por la empresa Peñarroya directamente al mar en la bahía de Portmán. Los vertidos, de hasta 7000 toneladas diarias de residuos mineros, comenzaron en 1958, autorizados por las autoridades del franquismo y contenían una alta concentración de metales pesados, como cadmio o plomo, así como de productos muy tóxicos usados en el lavado del mineral como sulfato de cobre, cianuro sódico, sulfato de cinc o ácido sulfúrico. 
Los vertidos comenzaron a colmatar la bahía, y a generar un grave problema paisajístico y medioambiental.

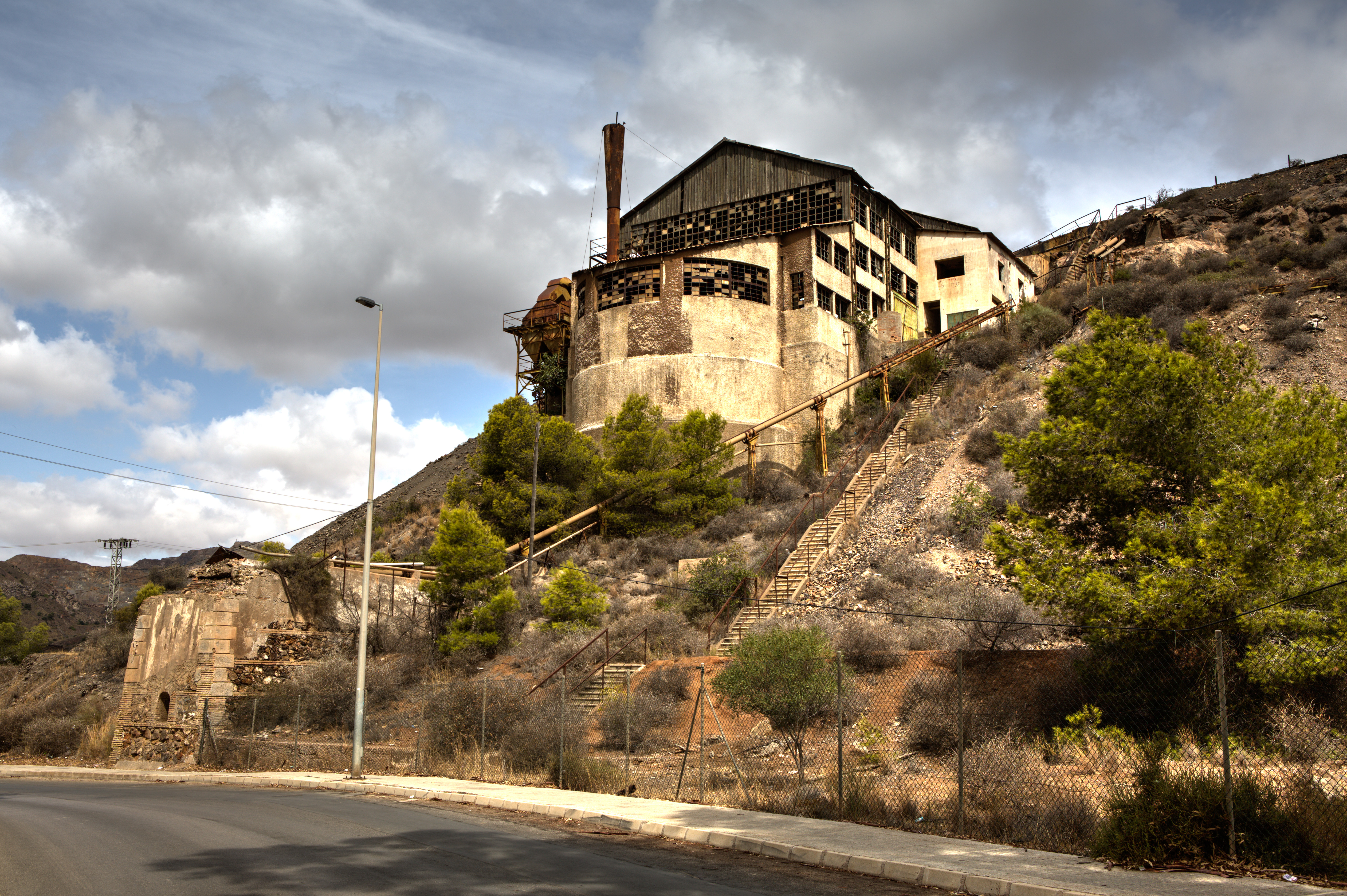
Lavadero Roberto en Portmán

Las protestas vecinales y de colectivos ecologistas se fueron incrementando hasta que en 1986 una intervención del grupo ecologista Greenpeace consiguió situar la noticia de la contaminación de la Bahía de Portmán en los diarios nacionales.
En 1990, debido en parte a la presión vecinal y, también, a la baja rentabilidad de la producción minera, se produjo el cese definitivo de la explotación de las minas. A su cierre, la empresa Peñarroya dejó tras de sí una sierra en la que habían desaparecido 50 km² de terreno convertidos en un estéril paisaje lunar, una bahía completamente colmatada por 33 millones de metros cúbicos de residuos tóxicos, una línea de costa que había avanzado 700 m sobre el mar, y un fondo marino en el que los sedimentos cargados de metales pesados llegaban hasta 12 km mar adentro.

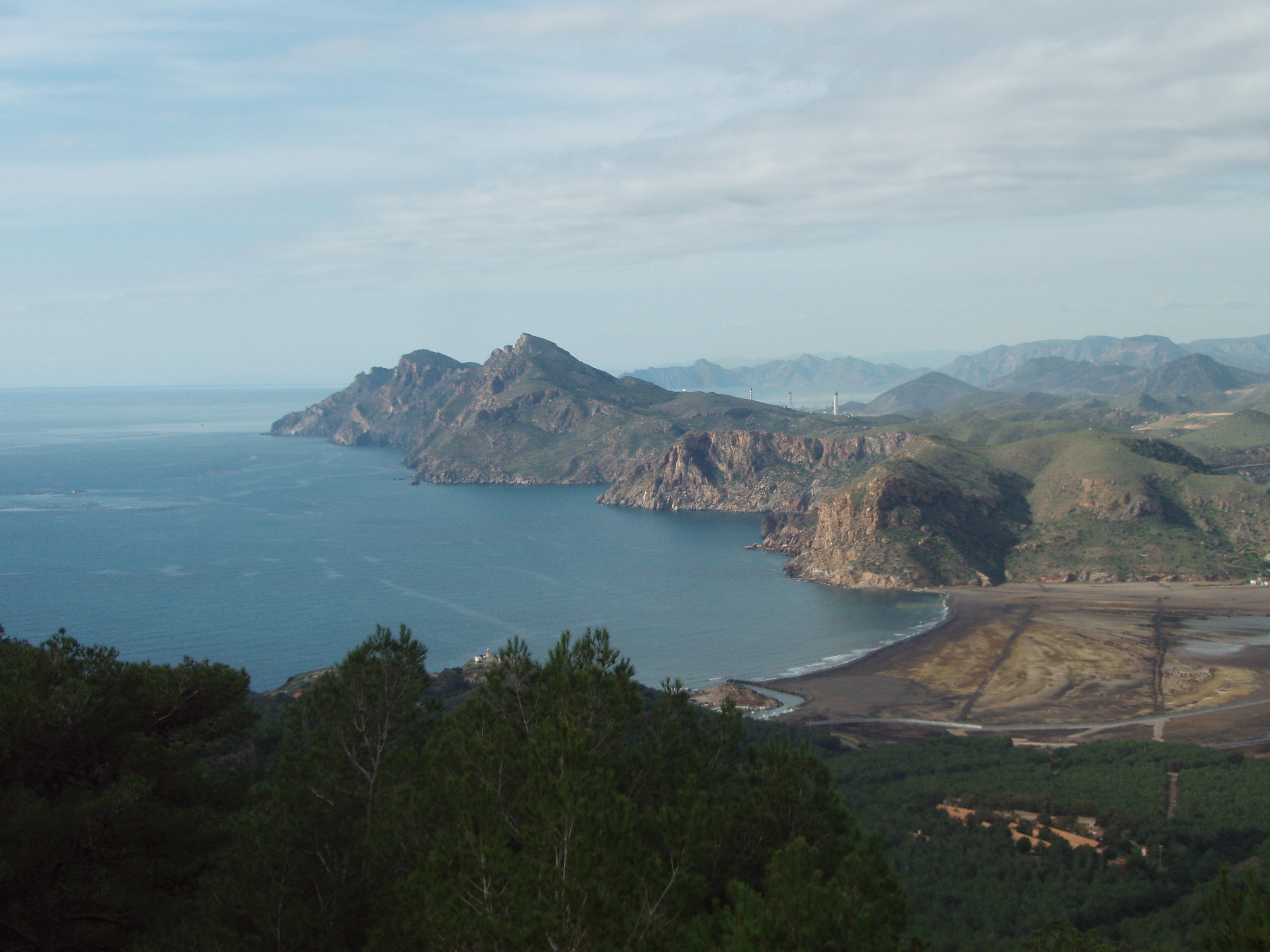
Vista de la bahía de Portmán, colmatada por los residuos mineros.

A mediados de 2011, después de muchas promesas incumplidas de regeneración de la bahía de Portmán, se presentó un gran proyecto para convertir el entorno de la bahía en un resort turístico de lujo con campos de golf, puertos deportivos y hoteles.
En octubre de 2012, el proyecto de regeneración está pendiente de adjudicación y cuenta con consignación presupuestaria para su ejecución en 2013.
Tras el fin de la minería, y con el boom inmobiliario de España (1997-2008), surgió una nueva amenaza sobre la sierra minera en forma de presión urbanística, construcción de infraestructuras e incendios provocados. Desde la declaración del parque natural de Calblanque, Monte de las Cenizas y Peña del Águila en 1992, el número de incendios forestales provocados en la zona ha aumentado de forma muy grave, el último de los cuales, en agosto de 2011 ha afectado al 34 % del total de ejemplares de ciprés de Cartagena de la zona. Por otro lado, la construcción de un super-puerto de mercancías en El Gorguel amenaza con degradar gravemente un centenar de hectáreas de la sierra de la Fausilla, protegida como Zona de Especial Protección para las Aves (ZEPA) y Lugar de Importancia Comunitaria (LIC).

## Patrimonio cultural e industrial

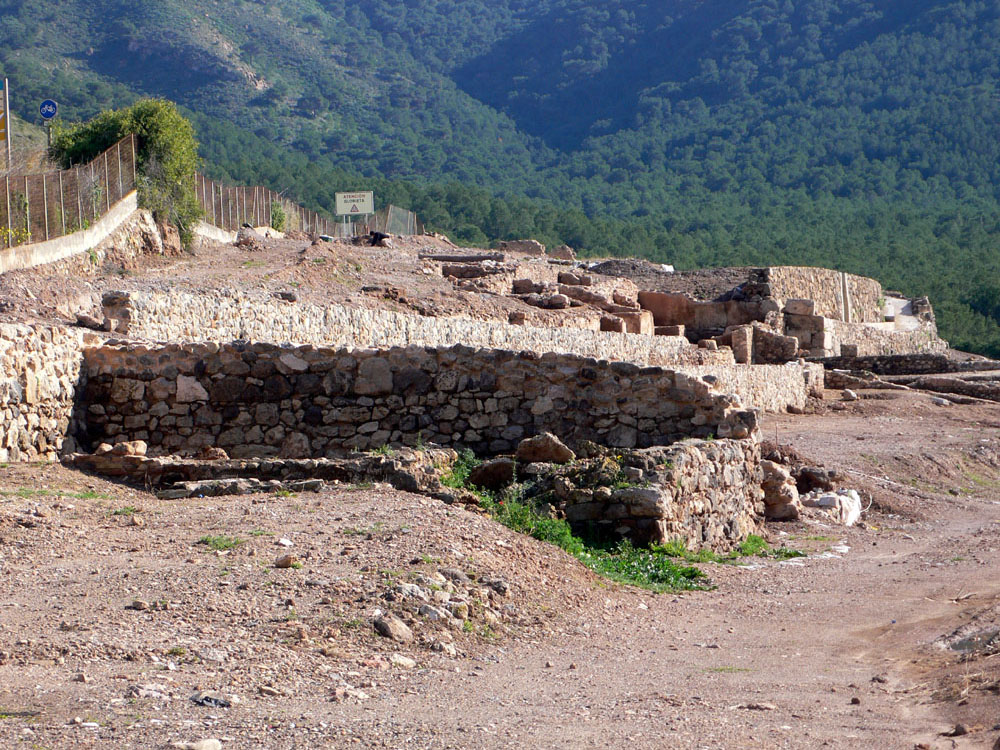
Vista general del yacimiento de la villa romana del Paturro.

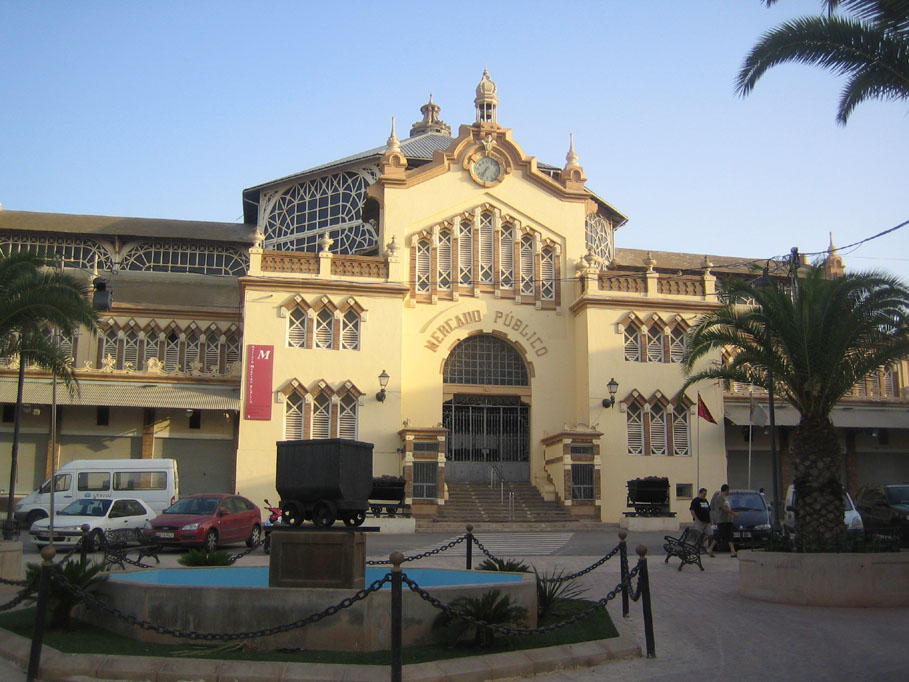
Mercado público de La Unión, obra de Víctor Beltrí de 1901.

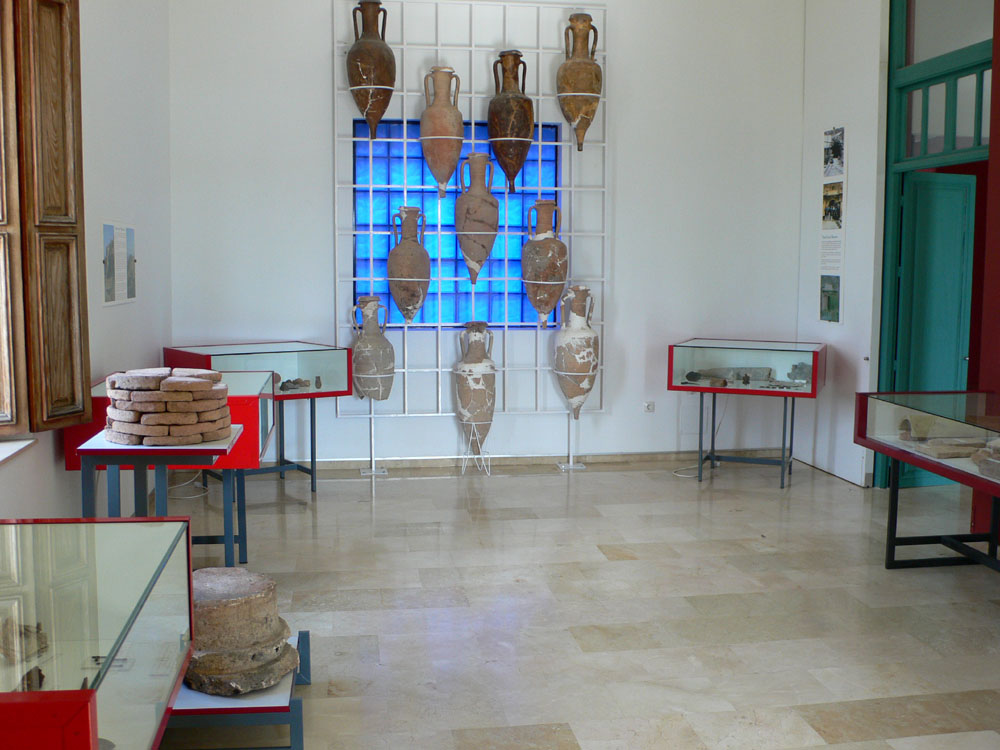
Museo arqueológico en Portmán.

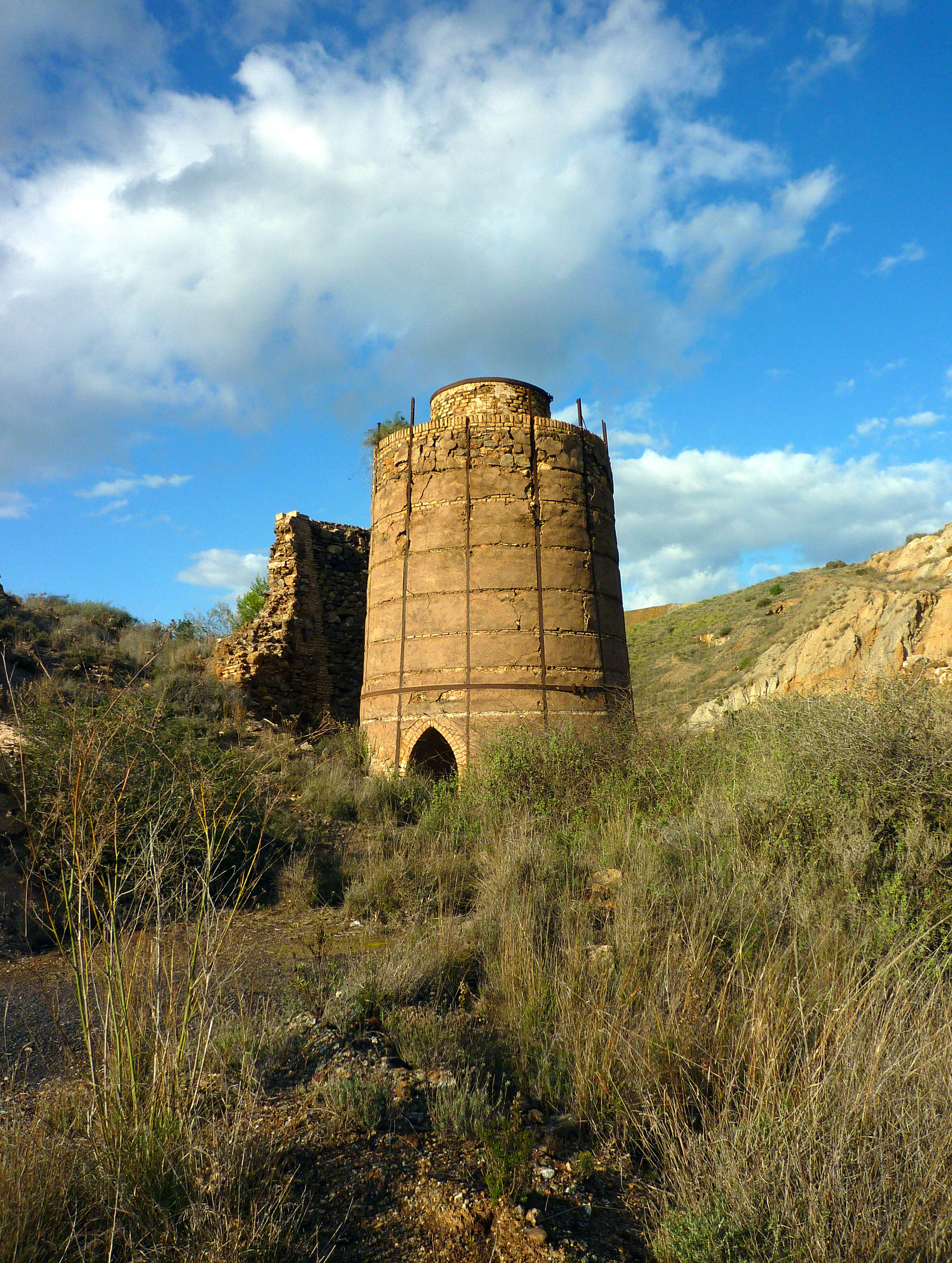
Horno de calcinación de la Mina Inocente.

Producto de la intensa actividad humana a través de los siglos, la sierra minera de Cartagena-La Unión atesora un valioso legado histórico, arqueológico y cultural relacionado con la minería. Se pueden destacar: 

### Yacimientos arqueológicos
- Villa romana del Paturro en Portmán. Villa romana que en época de la República romana estaba relacionada con la actividad minera de la zona. En la actualidad, en 2009, se encuentra en proceso de restauración y musealización.

### Arquitectura
- El antiguo mercado público de La Unión. Obra fundamental del modernismo en la Región de Murcia del arquitecto Víctor Beltrí de 1907.
- Casa del Piñón de La Unión. Obra de Pedro Cerdán de 1899. Según la leyenda, en el interior se conserva una cúpula metálica diseñada por el ingeniero francés Gustave Eiffel, aunque este dato no se puede confirmar documentalmente.[51]
- Casa del Tío Lobo. Obra modernista de Víctor Beltrí de 1913 en Portmán.

### Museos
La Unión cuenta con tres museos relacionados con la minería.
- Museo Arqueológico de La Unión, situado en Portmán. Se trata de un pequeño museo en el que se conservan algunos restos de las explotaciones romanas de las minas, así como el mosaico descubierto en 1969 en la Villa del Paturro.
- Museo Minero de La Unión. Posee una interesante colección de minerales, instrumental minero y maquetas a escala de los procesos de extracción y lavado de mineral.
- Museo Etnológico de La Unión situado en Roche.

### Patrimonio industrial minero
Disperso por toda la sierra se encuentran multitud de restos del pasado industrial reciente de la minería en la zona: instalaciones, realizadas en ladrillo visto y hierro, entre las que se encuentran:
- Castilletes: Estructuras verticales que se sitúan sobre un pozo para permitir las maniobras de extracción del mineral.
- Pozos mineros de acceso a las minas.
- Chimeneas para la evacuación de gases producidos durante la fundición del mineral.
- Lavaderos de mineral. Lugares donde se separaba la mena de la ganga.
- Hornos de calcinación y fundiciones.
- Polvorines donde se guardaban sustancias explosivas.

Casi todos estos elementos se encuentran en estado muy ruinoso por el abandono de la actividad minera, aunque algunos han sido recientemente restaurados y son visitables.

### Centros de interpretación de la minería
Algunas instalaciones industriales han sido recuperadas o están en proceso de serlo:
- Mina Agrupa Vicenta. Mina de pirita en galería en el municipio de La Unión. Inaugurada en verano de 2010.
- Centro de Interpretación de la Mina Las Matildes. Situada en El Llano del Beal.

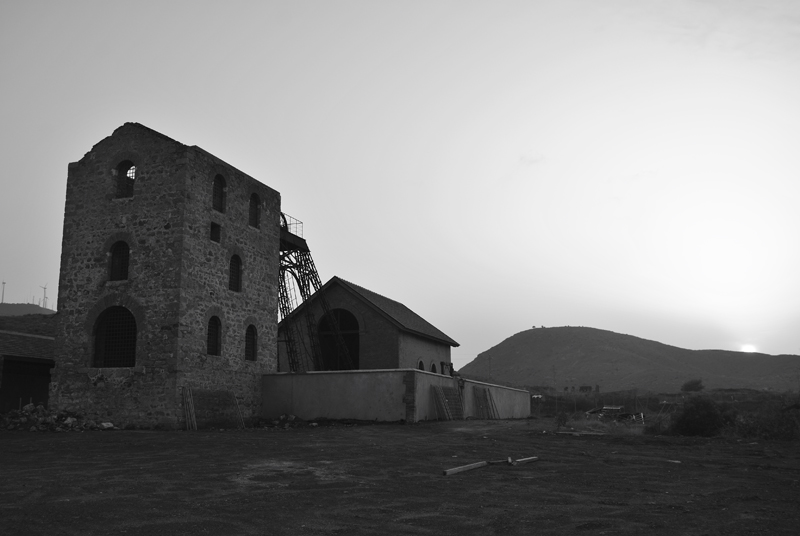
Centro de interpretación de la mina Las Matildes
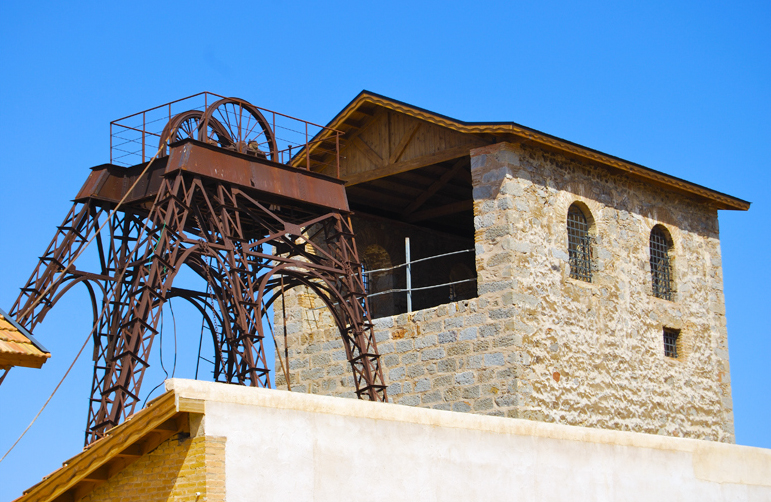
Centro de interpretación de la mina Las Matildes
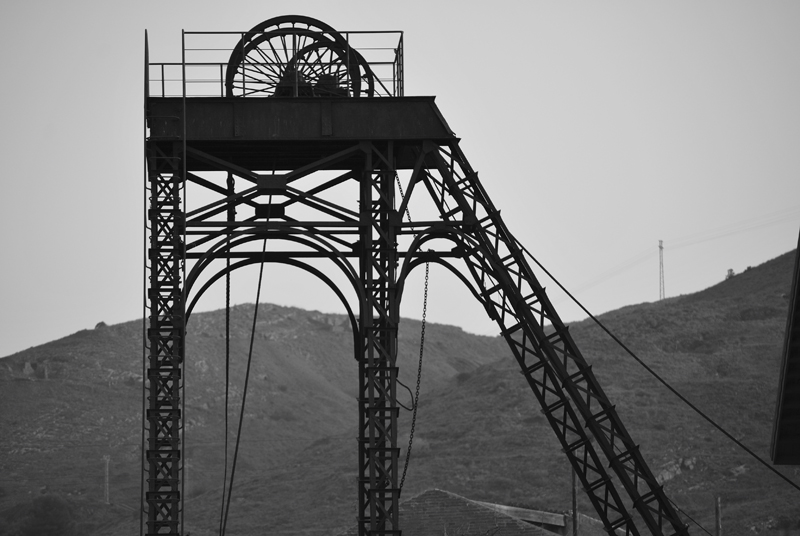
Detalle de un castillete. Centro de interpretación de la mina Las Matildes
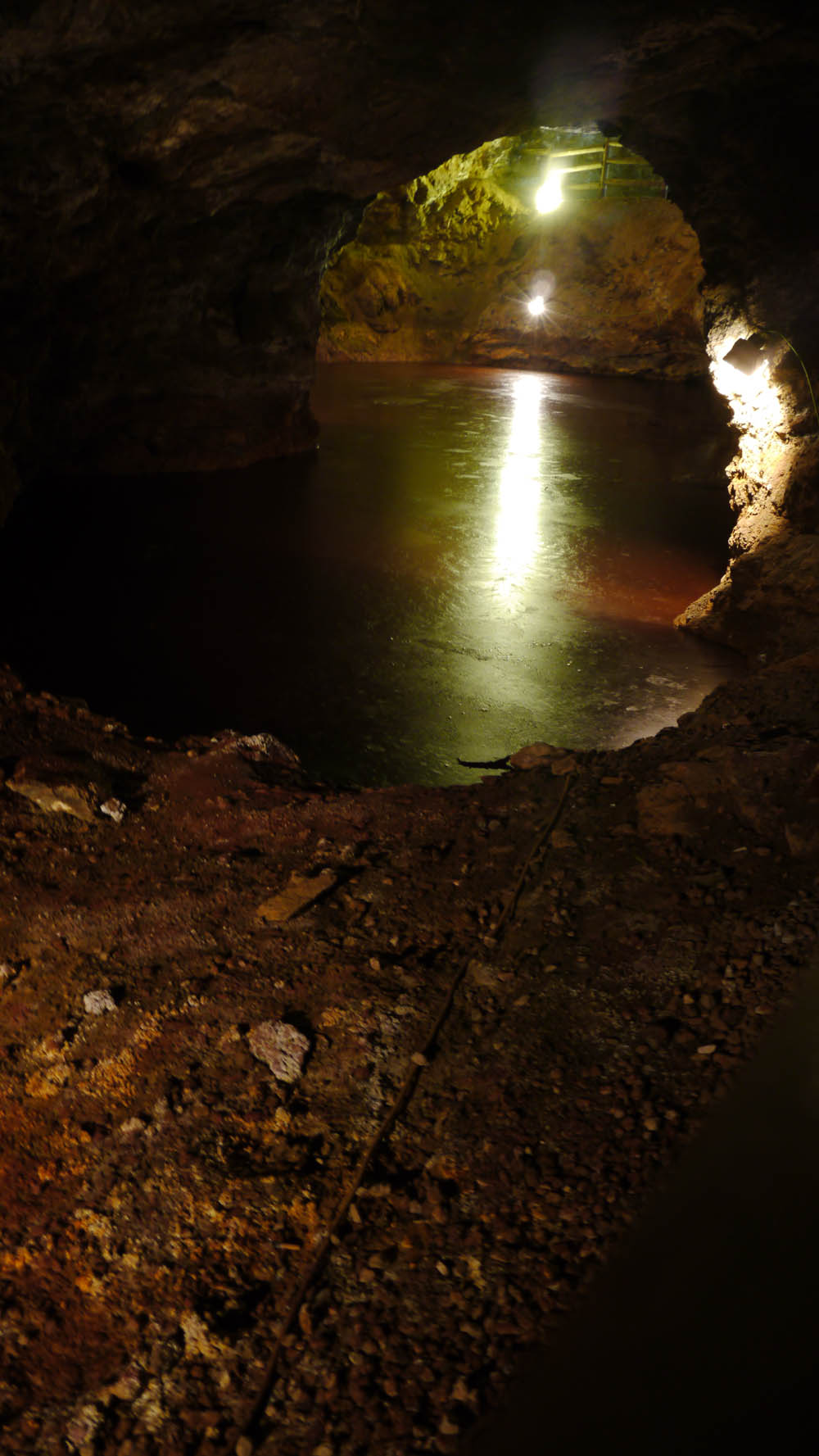
Lago ácido en el interior de la Mina Agrupa Vicenta

### El cante de las minas

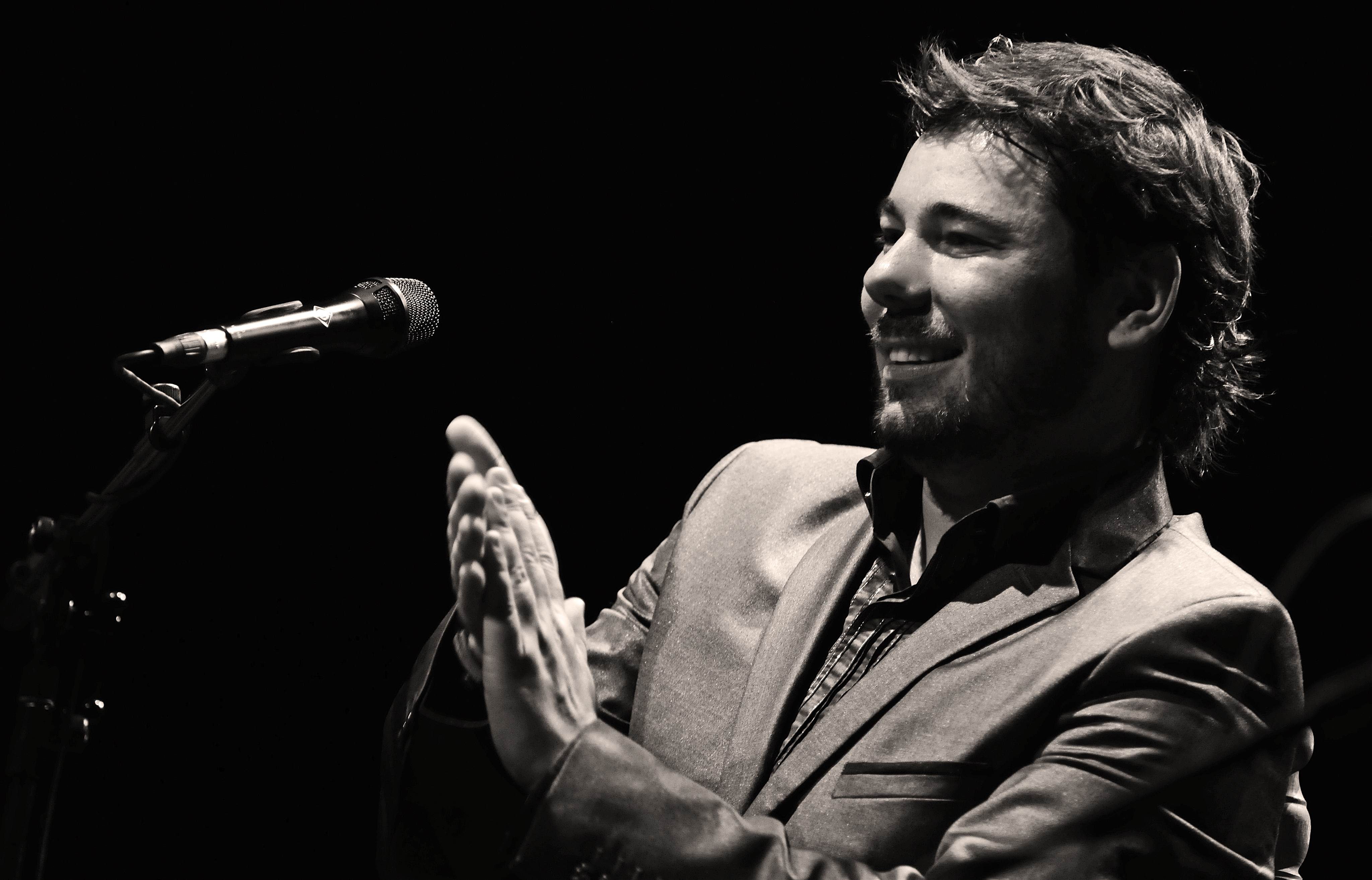
Miguel Poveda, ganador del festival del cante de las minas en 1993.

Con la apertura de yacimientos mineros en el siglo XIX, miles de obreros andaluces, especialmente de las provincias de Granada y Almería, emigraron a Cartagena y La Unión para trabajar en las minas. Con ellos llegó también a la zona el cante flamenco. De la malagueña, la granaína y el taranto de Almería, palos herederos del fandango, traídos por los obreros andaluces y su contacto con los fandangos locales, nacieron los denominados cantes minero-levantinos. Los más destacables son:
- La taranta: Cante difícil, largo y de profunda hondura procedente del fandango almeriense.
- La minera: Cante también difícil y hondo basado en las penalidades del trabajo en la mina.
- La cartagenera: Procede del "aflamencamiento" de los fandangos locales del siglo XVIII. No trata temas mineros.
- El fandango minero.
- La levantica.
- La murciana.

Desde el año 1961 se celebra en La Unión todos los meses de agosto el Festival Internacional del Cante de las Minas. En este festival se rememoran aquellos cantes, que sufridamente alzaban los antepasados mineros durante su largo día de trabajo dentro de la mina y se ha convertido en uno de los festivales más importantes del mundo del cante flamenco.
En noviembre de 2010, el flamenco fue declarado por la UNESCO patrimonio cultural inmaterial de la Humanidad.[cita requerida]

## Protección legal

### Protección como sitio histórico
Por sus valores geológicos e histórico-industriales, así como por la intensa transformación del paisaje generada por la actividad minera, la sierra minera ha sido declarada bien de interés cultural (BIC) por Decreto de 30 de abril de 2009 del Consejo de Gobierno de la Comunidad Autónoma de la Región de Murcia, con categoría de sitio histórico.

### Protección medioambiental

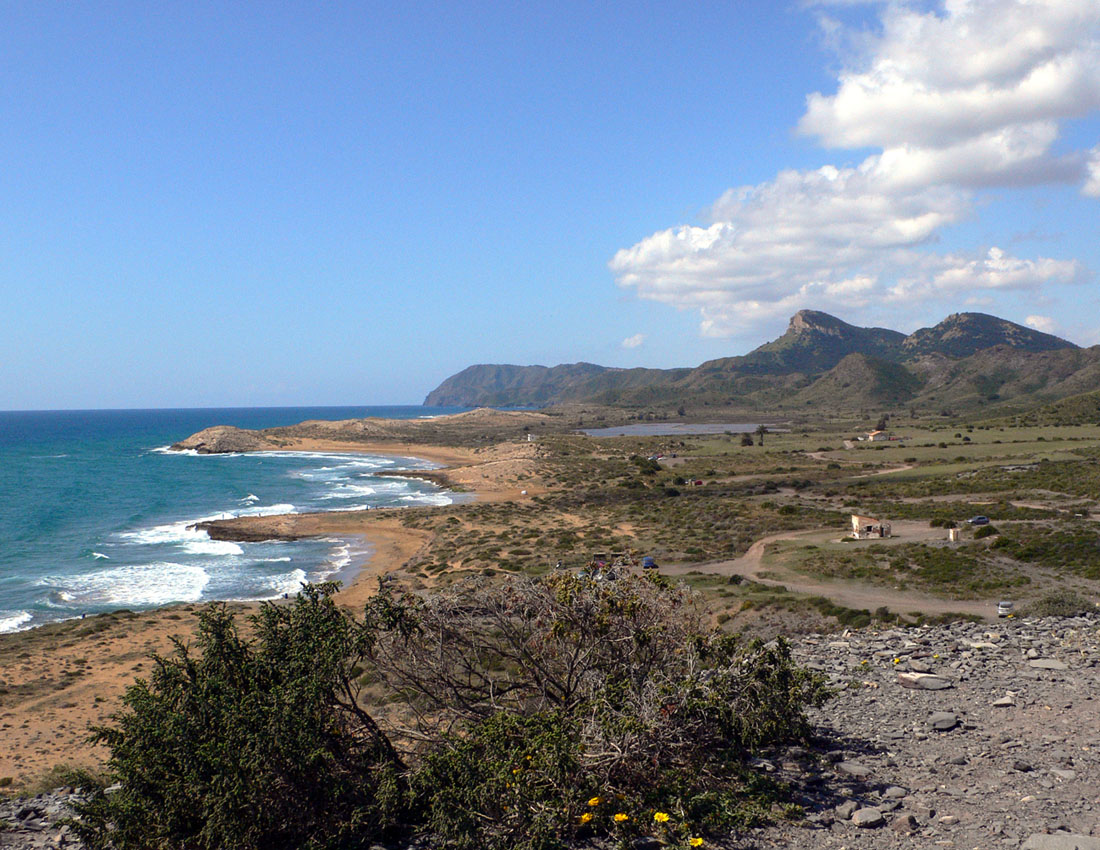
Vista del parque natural de Calblanque.

Por lo que se refiere a la protección medioambiental, a pesar del tremendo impacto ecológico generado por las labores mineras, la sierra de Cartagena-La Unión conserva aún importantes valores naturales. Además, cuenta con la protección de la personalidad jurídica del ecosistema del Mar Menor, por la vertiente de la cuenca que va a dar a dicho mar y que se ha solicitado ampliar a la vertiente mediterránea del macizo del Santo Espíritu, es decir, a Portmán.
- Parque regional de Calblanque, Monte de las Cenizas y Peña del Águila. En la zona oriental de la Sierra Minera, desde Portmán hasta Cala Reona, se ha delimitado el espacio de Calblanque, Monte de las Cenizas y Peña del Águila, protegido con las categorías de parque natural y LIC (Lugar de Importancia Comunitaria).[58][59]

Además, recientemente, se ha propuesto su declaración como reserva de la biosfera por la Unesco.
- Sierra de la Fausilla. Por otro lado, al oeste de Portmán, se encuentra la sierra de La Fausilla protegida como Zona de Especial Protección para las Aves.[61]

- Microrreservas botánicas. Por último, con el fin de proteger la excepcional diversidad vegetal de la sierra, se ha propuesto la declaración de siete microrreservas botánicas, cinco en el municipio de Cartagena y dos en el de La Unión:
  - Dunas del Rasall (Cartagena).[62]
  - Roquedos y fruticedas de La Porpuz (Cartagena).[63]
  - Sabinar de ciprés de Cartagena (Cartagena).[64]
  - Pastizales del Llano del Beal (Cartagena).[65]
  - Tomillar y fruticeda de Atamaría y Monte de las Cenizas (Cartagena).[66]
  - Fruticedas del Cabezo de la Galera y Cola del Caballo (La Unión).[67]
  - Cuesta de las Lajas (La Unión).[68]